# Список українських футбольних трансферів (літо 2021)
Українські футбольні трансфери у літнє трансферне вікно 2021 року. До списку додані усі футболісти, які прийшли, або покинули українські клуби Прем'єр-ліги, в тому числі на правах оренди.
Оскільки за регламентом гравці без клубу можуть долучатися до клубів у будь-який час, у тому числі і між трансферними вікнами, в список потрапили лише ті вільні агенти, які підписали контракт із клубом під час літнього трансферного вікна, яке завершилось 3 вересня 2021 року.

## Прем'єр-ліга

### «Верес»
| № | Поз. | Нац.    | Гравець                                        |
| - | ---- | ------- | ---------------------------------------------- |
|   | ВР   | Україна | Кичак Артем Іванович (Олімпік (Донецьк))       |
|   | ПЗ   | Молдова | Михаіл Гечев ( Сфинтул Георге)                 |
|   | ПЗ   | Україна | Кльоц Дмитро Віталійович ( Сабах (Баку))       |
|   | ПЗ   | Україна | Пасіч Євгеній Анатолійович (Олімпік (Донецьк)) |
|   | ПЗ   | Україна | Шестаков Сергій Сергійович ( Діошдьйор)        |

| № | Поз. | Нац.    | Гравець                                        |
| - | ---- | ------- | ---------------------------------------------- |
|   | ВР   | Україна | Кичак Артем Іванович (Олімпік (Донецьк))       |
|   | ПЗ   | Молдова | Михаіл Гечев ( Сфинтул Георге)                 |
|   | ПЗ   | Україна | Кльоц Дмитро Віталійович ( Сабах (Баку))       |
|   | ПЗ   | Україна | Пасіч Євгеній Анатолійович (Олімпік (Донецьк)) |
|   | ПЗ   | Україна | Шестаков Сергій Сергійович ( Діошдьйор)        |

| № | Поз. | Нац.    | Гравець                                        |
| - | ---- | ------- | ---------------------------------------------- |
|   | ВР   | Україна | Ющишин Вадим Євгенович (оренда, Ужгород)       |
|   | ЗХ   | Україна | Савошко Олександр Андрійович (оренда, Ужгород) |
|   | НП   | Україна | Гайдучик Микола Михайлович (оренда, Ужгород)   |

| № | Поз. | Нац.    | Гравець                                        |
| - | ---- | ------- | ---------------------------------------------- |
|   | ВР   | Україна | Ющишин Вадим Євгенович (оренда, Ужгород)       |
|   | ЗХ   | Україна | Савошко Олександр Андрійович (оренда, Ужгород) |
|   | НП   | Україна | Гайдучик Микола Михайлович (оренда, Ужгород)   |

### «Ворскла»
| № | Поз. | Нац.       | Гравець                                                                 |
| - | ---- | ---------- | ----------------------------------------------------------------------- |
|   | ЗХ   | Україна    | Бондаренко Валерій Сергійович (оренда, Шахтар (Донецьк))                |
|   | ЗХ   | Україна    | Коновалов Вадим Ігорович (Колос (Ковалівка))                            |
|   | ЗХ   | Україна    | Кушніренко Богдан Сергійович (Миколаїв)                                 |
|   | ЗХ   | Україна    | Мельничук Максим Олександрович (повернення оренди, Чорноморець (Одеса)) |
|   | ЗХ   | Естонія    | Йоонас Тамм (Десна)                                                     |
|   | ПЗ   | Танзанія   | Йохана Мкомола (повернення оренди, Інгулець)                            |
|   | ПЗ   | Люксембург | Венсан Тілль ( Насіунал (Фуншал))                                       |
|   | НП   | Україна    | Есеола Адерінсола Хабіб ( Кайрат)                                       |
|   | НП   | Хорватія   | Іван Пешич (повернення оренди, Волунтарі)                               |
|   | НП   | Бразилія   | Лукас Рангел ( КуПС)                                                    |
|   | НП   | Україна    | Вакула Владислав Олегович (оренда, Шахтар (Донецьк))                    |
|   | НП   | Україна    | Васін Денис Геннадійович (повернення оренди, Інгулець)                  |

| № | Поз. | Нац.       | Гравець                                                                 |
| - | ---- | ---------- | ----------------------------------------------------------------------- |
|   | ЗХ   | Україна    | Бондаренко Валерій Сергійович (оренда, Шахтар (Донецьк))                |
|   | ЗХ   | Україна    | Коновалов Вадим Ігорович (Колос (Ковалівка))                            |
|   | ЗХ   | Україна    | Кушніренко Богдан Сергійович (Миколаїв)                                 |
|   | ЗХ   | Україна    | Мельничук Максим Олександрович (повернення оренди, Чорноморець (Одеса)) |
|   | ЗХ   | Естонія    | Йоонас Тамм (Десна)                                                     |
|   | ПЗ   | Танзанія   | Йохана Мкомола (повернення оренди, Інгулець)                            |
|   | ПЗ   | Люксембург | Венсан Тілль ( Насіунал (Фуншал))                                       |
|   | НП   | Україна    | Есеола Адерінсола Хабіб ( Кайрат)                                       |
|   | НП   | Хорватія   | Іван Пешич (повернення оренди, Волунтарі)                               |
|   | НП   | Бразилія   | Лукас Рангел ( КуПС)                                                    |
|   | НП   | Україна    | Вакула Владислав Олегович (оренда, Шахтар (Донецьк))                    |
|   | НП   | Україна    | Васін Денис Геннадійович (повернення оренди, Інгулець)                  |

| № | Поз. | Нац.       | Гравець                                                             |
| - | ---- | ---------- | ------------------------------------------------------------------- |
|   | ВР   | Україна    | Слуцький Олексій Андрійович (Оболонь)                               |
|   | ЗХ   | Франція    | Пап-Альюн Ндіайе ( Альтах)                                          |
|   | ЗХ   | Нідерланди | Бредлі де Ноєр (повернення оренди, Віїторул (Констанца))            |
|   | ЗХ   | Україна    | Дубко Валерій Вікторович (оренда, Чорноморець (Одеса))              |
|   | ЗХ   | Україна    | Мельничук Максим Олександрович (оренда, Інгулець)                   |
|   | ЗХ   | Україна    | Опанасенко Євген Володимирович (Інгулець)                           |
|   | ЗХ   | Україна    | Сапай Вадим Вікторович (завершив кар'єру)                           |
|   | ПЗ   | Україна    | Костенко Ян Володимирович (Полтава)                                 |
|   | ПЗ   | Україна    | Кулаковський Артем Валерійович (оренда, Гірник-Спорт)               |
|   | ПЗ   | Бразилія   | Луїзао (оренда, Баїя)                                               |
|   | ПЗ   | Україна    | Ребенок Павло Вікторович (завершив кар'єру)                         |
|   | ПЗ   | Україна    | Цітаішвілі Георгій Климентійович (повернення оренди, Динамо (Київ)) |
|   | НП   | Україна    | Гладковський Леон Юрійович (оренда, Вовчанськ)                      |
|   | НП   | Україна    | Кожевніков Олександр Дмитрович (оренда, Гірник-Спорт)               |
|   | НП   | Україна    | Кулач Владислав Ігорович (Динамо (Київ))                            |
|   | НП   | Україна    | Васін Денис Геннадійович (Кривбас)                                  |

| № | Поз. | Нац.       | Гравець                                                             |
| - | ---- | ---------- | ------------------------------------------------------------------- |
|   | ВР   | Україна    | Слуцький Олексій Андрійович (Оболонь)                               |
|   | ЗХ   | Франція    | Пап-Альюн Ндіайе ( Альтах)                                          |
|   | ЗХ   | Нідерланди | Бредлі де Ноєр (повернення оренди, Віїторул (Констанца))            |
|   | ЗХ   | Україна    | Дубко Валерій Вікторович (оренда, Чорноморець (Одеса))              |
|   | ЗХ   | Україна    | Мельничук Максим Олександрович (оренда, Інгулець)                   |
|   | ЗХ   | Україна    | Опанасенко Євген Володимирович (Інгулець)                           |
|   | ЗХ   | Україна    | Сапай Вадим Вікторович (завершив кар'єру)                           |
|   | ПЗ   | Україна    | Костенко Ян Володимирович (Полтава)                                 |
|   | ПЗ   | Україна    | Кулаковський Артем Валерійович (оренда, Гірник-Спорт)               |
|   | ПЗ   | Бразилія   | Луїзао (оренда, Баїя)                                               |
|   | ПЗ   | Україна    | Ребенок Павло Вікторович (завершив кар'єру)                         |
|   | ПЗ   | Україна    | Цітаішвілі Георгій Климентійович (повернення оренди, Динамо (Київ)) |
|   | НП   | Україна    | Гладковський Леон Юрійович (оренда, Вовчанськ)                      |
|   | НП   | Україна    | Кожевніков Олександр Дмитрович (оренда, Гірник-Спорт)               |
|   | НП   | Україна    | Кулач Владислав Ігорович (Динамо (Київ))                            |
|   | НП   | Україна    | Васін Денис Геннадійович (Кривбас)                                  |

### «Десна»
| № | Поз. | Нац.     | Гравець                                                    |
| - | ---- | -------- | ---------------------------------------------------------- |
|   | ВР   | Україна  | Мисак Роман Михайлович (Рух (Львів))                       |
|   | ЗХ   | Україна  | Біловар Крістіан Русланович (оренда, Динамо (Київ))        |
|   | ЗХ   | Україна  | Ковтун Олексій Олександрович (Минай)                       |
|   | ЗХ   | Україна  | Сафронов Олександр Олександрович (Дніпро-1)                |
|   | ЗХ   | Україна  | Селін Євген Сергійович ( Анортосіс)                        |
|   | ЗХ   | Україна  | Цимбалюк Євгеній Сергійович (Олімпік (Донецьк))            |
|   | ЗХ   | Україна  | Жук Вадим Вадимович (Гірник-Спорт)                         |
|   | ЗХ   | Україна  | Масалов Олександр Олександрович ( Динамо-Авто (Тирасполь)) |
|   | ПЗ   | Україна  | Болбат Сергій Сергійович (оренда, Шахтар (Донецьк))        |
|   | ПЗ   | Україна  | Белич Євгеній Станіславович (повернення оренди, Діназ)     |
|   | ПЗ   | Білорусь | Хацкевич Артем Олександрович (оренда, Динамо (Київ))       |
|   | ПЗ   | Україна  | Завійський Тарас Михайлович (Олімпік (Донецьк))            |
|   | ПЗ   | Україна  | Волошин Вікентій Валерійович (оренда, Динамо (Київ))       |
|   | НП   | Україна  | Шевцов Ілля Сергійович (повернення оренди, Інгулець)       |

| № | Поз. | Нац.     | Гравець                                                    |
| - | ---- | -------- | ---------------------------------------------------------- |
|   | ВР   | Україна  | Мисак Роман Михайлович (Рух (Львів))                       |
|   | ЗХ   | Україна  | Біловар Крістіан Русланович (оренда, Динамо (Київ))        |
|   | ЗХ   | Україна  | Ковтун Олексій Олександрович (Минай)                       |
|   | ЗХ   | Україна  | Сафронов Олександр Олександрович (Дніпро-1)                |
|   | ЗХ   | Україна  | Селін Євген Сергійович ( Анортосіс)                        |
|   | ЗХ   | Україна  | Цимбалюк Євгеній Сергійович (Олімпік (Донецьк))            |
|   | ЗХ   | Україна  | Жук Вадим Вадимович (Гірник-Спорт)                         |
|   | ЗХ   | Україна  | Масалов Олександр Олександрович ( Динамо-Авто (Тирасполь)) |
|   | ПЗ   | Україна  | Болбат Сергій Сергійович (оренда, Шахтар (Донецьк))        |
|   | ПЗ   | Україна  | Белич Євгеній Станіславович (повернення оренди, Діназ)     |
|   | ПЗ   | Білорусь | Хацкевич Артем Олександрович (оренда, Динамо (Київ))       |
|   | ПЗ   | Україна  | Завійський Тарас Михайлович (Олімпік (Донецьк))            |
|   | ПЗ   | Україна  | Волошин Вікентій Валерійович (оренда, Динамо (Київ))       |
|   | НП   | Україна  | Шевцов Ілля Сергійович (повернення оренди, Інгулець)       |

| № | Поз. | Нац.    | Гравець                                                         |
| - | ---- | ------- | --------------------------------------------------------------- |
|   | ВР   | Україна | Паст Євген Сергійович (Дніпро-1)                                |
|   | ВР   | Україна | Караващенко Ілля Вячеславович (оренда, ВПК-Агро)                |
|   | ЗХ   | Україна | Біловар Крістіан Русланович (повернення оренди, Динамо (Київ))  |
|   | ЗХ   | Україна | Гітченко Андрій Ігорович (Полісся (Житомир))                    |
|   | ЗХ   | Україна | Імереков Максим Ігорович (Зоря (Луганськ))                      |
|   | ЗХ   | Україна | Єрмаков Віталій Михайлович (Металіст 1925)                      |
|   | ЗХ   | Україна | Конопля Юхим Дмитрович (повернення оренди, Шахтар (Донецьк))    |
|   | ЗХ   | Україна | Мостовий Андрій Володимирович (Кривбас)                         |
|   | ЗХ   | Україна | Полегенько Павло Ігорович (Інгулець)                            |
|   | ЗХ   | Естонія | Йоонас Тамм (Ворскла)                                           |
|   | ЗХ   | Румунія | Константін Діма                                                 |
|   | ЗХ   | Україна | Сухоцький Артем Михайлович                                      |
|   | ЗХ   | Україна | Біловар Крістіан Русланович (повернення оренди, Динамо (Київ))  |
|   | ПЗ   | Україна | Білошевський Богдан Олегович (повернення оренди, Динамо (Київ)) |
|   | ПЗ   | Україна | Чепурненко Євгеній Костянтинович (Діназ)                        |
|   | ПЗ   | Україна | Огіря Владислав Леонідович (Полісся (Житомир))                  |
|   | ПЗ   | Україна | Волков Олександр Миколайович (ЛНЗ)                              |
|   | ПЗ   | Україна | Гуцуляк Олексій Олександрович (Дніпро-1)                        |

| № | Поз. | Нац.    | Гравець                                                         |
| - | ---- | ------- | --------------------------------------------------------------- |
|   | ВР   | Україна | Паст Євген Сергійович (Дніпро-1)                                |
|   | ВР   | Україна | Караващенко Ілля Вячеславович (оренда, ВПК-Агро)                |
|   | ЗХ   | Україна | Біловар Крістіан Русланович (повернення оренди, Динамо (Київ))  |
|   | ЗХ   | Україна | Гітченко Андрій Ігорович (Полісся (Житомир))                    |
|   | ЗХ   | Україна | Імереков Максим Ігорович (Зоря (Луганськ))                      |
|   | ЗХ   | Україна | Єрмаков Віталій Михайлович (Металіст 1925)                      |
|   | ЗХ   | Україна | Конопля Юхим Дмитрович (повернення оренди, Шахтар (Донецьк))    |
|   | ЗХ   | Україна | Мостовий Андрій Володимирович (Кривбас)                         |
|   | ЗХ   | Україна | Полегенько Павло Ігорович (Інгулець)                            |
|   | ЗХ   | Естонія | Йоонас Тамм (Ворскла)                                           |
|   | ЗХ   | Румунія | Константін Діма                                                 |
|   | ЗХ   | Україна | Сухоцький Артем Михайлович                                      |
|   | ЗХ   | Україна | Біловар Крістіан Русланович (повернення оренди, Динамо (Київ))  |
|   | ПЗ   | Україна | Білошевський Богдан Олегович (повернення оренди, Динамо (Київ)) |
|   | ПЗ   | Україна | Чепурненко Євгеній Костянтинович (Діназ)                        |
|   | ПЗ   | Україна | Огіря Владислав Леонідович (Полісся (Житомир))                  |
|   | ПЗ   | Україна | Волков Олександр Миколайович (ЛНЗ)                              |
|   | ПЗ   | Україна | Гуцуляк Олексій Олександрович (Дніпро-1)                        |

### «Динамо» (Київ)
| № | Поз. | Нац.      | Гравець                                                              |
| - | ---- | --------- | -------------------------------------------------------------------- |
|   | ВР   | Україна   | Кучерук Владислав Вікторович (повернення оренди, Колос (Ковалівка))  |
|   | ЗХ   | Україна   | Біловар Крістіан Русланович (повернення оренди, Десна)               |
|   | ЗХ   | Україна   | Кравченко Микита Якович (повернення оренди, Колос (Ковалівка))       |
|   | ЗХ   | Україна   | Шабанов Артем Михайлович (повернення оренди, Легія)                  |
|   | ЗХ   | Україна   | Вантух Роман Романович (повернення оренди, Олександрія)              |
|   | ЗХ   | Україна   | Ярош Микола Олексійович (повернення оренди, Металіст (Харків))       |
|   | ЗХ   | Україна   | Біловар Крістіан Русланович (повернення оренди, Десна)               |
|   | ПЗ   | Україна   | Антюх Денис Миколайович (Колос (Ковалівка))                          |
|   | ПЗ   | Нігерія   | Беніто (повернення оренди, Олімпік (Донецьк))                        |
|   | ПЗ   | Україна   | Білошевський Богдан Олегович (повернення оренди, Десна)              |
|   | ПЗ   | Україна   | Бодня Роман Сергійович (повернення оренди, Чорноморець (Одеса))      |
|   | ПЗ   | Україна   | Булеца Сергій Анатолійович (повернення оренди, Дніпро-1)             |
|   | ПЗ   | Литва     | Тітас Бузас ( ДФК Дайнава)                                           |
|   | ПЗ   | Сенегал   | Самба Діалло ( Académie Darou Salam)                                 |
|   | ПЗ   | Марокко   | Мехді Ель Хамішлі                                                    |
|   | ПЗ   | Україна   | Смирний Євгеній Сергійович (повернення оренди, Колос (Ковалівка))    |
|   | ПЗ   | Грузія    | Цітаішвілі Георгій Климентійович (повернення оренди, Ворскла)        |
|   | ПЗ   | Україна   | Ващишин Артур Ярославович (повернення оренди, Чорноморець (Одеса))   |
|   | НП   | Україна   | Ісаєнко Євгеній Юрійович (повернення оренди, Колос (Ковалівка))      |
|   | НП   | Бельгія   | Ібрагім Каргбо-молодший (повернення оренди, Олімпік (Донецьк))       |
|   | НП   | Україна   | Кулач Владислав Ігорович (Ворскла)                                   |
|   | НП   | Венесуела | Ерік Рамірес ( ДАК 1904)                                             |
|   | НП   | Україна   | Русин Назарій Орестович (повернення оренди, Легія (футбольний клуб)) |
|   | НП   | Білорусь  | Шкурін Ілля Сергійович (оренда, ЦСКА (Москва))                       |
|   | НП   | Іспанія   | Фран Соль (повернення оренди, Тенерифе)                              |
|   | НП   | Бразилія  | Вітіньйо ( Атлетіку Паранаенсі)                                      |

| № | Поз. | Нац.      | Гравець                                                              |
| - | ---- | --------- | -------------------------------------------------------------------- |
|   | ВР   | Україна   | Кучерук Владислав Вікторович (повернення оренди, Колос (Ковалівка))  |
|   | ЗХ   | Україна   | Біловар Крістіан Русланович (повернення оренди, Десна)               |
|   | ЗХ   | Україна   | Кравченко Микита Якович (повернення оренди, Колос (Ковалівка))       |
|   | ЗХ   | Україна   | Шабанов Артем Михайлович (повернення оренди, Легія)                  |
|   | ЗХ   | Україна   | Вантух Роман Романович (повернення оренди, Олександрія)              |
|   | ЗХ   | Україна   | Ярош Микола Олексійович (повернення оренди, Металіст (Харків))       |
|   | ЗХ   | Україна   | Біловар Крістіан Русланович (повернення оренди, Десна)               |
|   | ПЗ   | Україна   | Антюх Денис Миколайович (Колос (Ковалівка))                          |
|   | ПЗ   | Нігерія   | Беніто (повернення оренди, Олімпік (Донецьк))                        |
|   | ПЗ   | Україна   | Білошевський Богдан Олегович (повернення оренди, Десна)              |
|   | ПЗ   | Україна   | Бодня Роман Сергійович (повернення оренди, Чорноморець (Одеса))      |
|   | ПЗ   | Україна   | Булеца Сергій Анатолійович (повернення оренди, Дніпро-1)             |
|   | ПЗ   | Литва     | Тітас Бузас ( ДФК Дайнава)                                           |
|   | ПЗ   | Сенегал   | Самба Діалло ( Académie Darou Salam)                                 |
|   | ПЗ   | Марокко   | Мехді Ель Хамішлі                                                    |
|   | ПЗ   | Україна   | Смирний Євгеній Сергійович (повернення оренди, Колос (Ковалівка))    |
|   | ПЗ   | Грузія    | Цітаішвілі Георгій Климентійович (повернення оренди, Ворскла)        |
|   | ПЗ   | Україна   | Ващишин Артур Ярославович (повернення оренди, Чорноморець (Одеса))   |
|   | НП   | Україна   | Ісаєнко Євгеній Юрійович (повернення оренди, Колос (Ковалівка))      |
|   | НП   | Бельгія   | Ібрагім Каргбо-молодший (повернення оренди, Олімпік (Донецьк))       |
|   | НП   | Україна   | Кулач Владислав Ігорович (Ворскла)                                   |
|   | НП   | Венесуела | Ерік Рамірес ( ДАК 1904)                                             |
|   | НП   | Україна   | Русин Назарій Орестович (повернення оренди, Легія (футбольний клуб)) |
|   | НП   | Білорусь  | Шкурін Ілля Сергійович (оренда, ЦСКА (Москва))                       |
|   | НП   | Іспанія   | Фран Соль (повернення оренди, Тенерифе)                              |
|   | НП   | Бразилія  | Вітіньйо ( Атлетіку Паранаенсі)                                      |

| № | Поз. | Нац.       | Гравець                                                         |
| - | ---- | ---------- | --------------------------------------------------------------- |
|   | ВР   | Україна    | Кучерук Владислав Вікторович (оренда, Чорноморець (Одеса))      |
|   | ЗХ   | Україна    | Біловар Крістіан Русланович (оренда, Чорноморець (Одеса))       |
|   | ЗХ   | Україна    | Біловар Крістіан Русланович (оренда, Десна)                     |
|   | ЗХ   | Гана       | Абдул Кадірі Мохаммед (оренда, Чорноморець (Одеса))             |
|   | ЗХ   | Україна    | Костевич Володимир Євгенович (оренда, Рух (Львів))              |
|   | ЗХ   | Україна    | Кравченко Микита Якович (оренда, Дніпро-1)                      |
|   | ЗХ   | Україна    | Кузик Денис Вікторович (оренда, Чорноморець (Одеса))            |
|   | ЗХ   | Бразилія   | Сідклей (оренда, ПАОК)                                          |
|   | ЗХ   | Україна    | Скорко Даніл Павлович (оренда, Чорноморець (Одеса))             |
|   | ЗХ   | Україна    | Вантух Роман Романович (оренда, Чорноморець (Одеса))            |
|   | ПЗ   | Україна    | Алібеков Ахмед Арсланалійович (оренда, Зоря (Луганськ))         |
|   | ПЗ   | Румунія    | Тудор Белуце (повернення оренди, Брайтон енд Гоув Альбіон)      |
|   | ПЗ   | Нігерія    | Беніто (оренда, Гориця (Велика Гориця))                         |
|   | ПЗ   | Україна    | Білошевський Богдан Олегович (оренда, Чорноморець (Одеса))      |
|   | ПЗ   | Україна    | Бодня Роман Сергійович (Минай)                                  |
|   | ПЗ   | Україна    | Булеца Сергій Анатолійович (оренда, Зоря (Луганськ))            |
|   | ПЗ   | Данія      | Міккель Дуелунд (оренда, Неймеген)                              |
|   | ПЗ   | Білорусь   | Хацкевич Артем Олександрович (оренда, Десна)                    |
|   | ПЗ   | Україна    | Михайленко Микола Миколайович (оренда, Чорноморець (Одеса))     |
|   | ПЗ   | Україна    | Михайлів Роман Романович (оренда, Львів)                        |
|   | ПЗ   | Україна    | Надольський Ярослав В'ячеславович (оренда, Чорноморець (Одеса)) |
|   | ПЗ   | Україна    | Смирний Євгеній Сергійович (оренда, Чорноморець (Одеса))        |
|   | ПЗ   | Україна    | Тлумак Юрій Андрійович (оренда, Чорноморець (Одеса))            |
|   | ПЗ   | Грузія     | Цітаішвілі Георгій Климентійович (оренда, Чорноморець (Одеса))  |
|   | ПЗ   | Україна    | Ващишин Артур Ярославович (оренда, Поділля (Хмельницький))      |
|   | ПЗ   | Україна    | Волошин Вікентій Валерійович (оренда, Десна)                    |
|   | НП   | Бразилія   | Клейтон                                                         |
|   | НП   | Україна    | Ісаєнко Євгеній Юрійович (оренда, Чорноморець (Одеса))          |
|   | НП   | Люксембург | Жерсон Родрігес (оренда, Труа)                                  |
|   | НП   | Україна    | Русин Назарій Орестович (оренда, Дніпро-1)                      |
|   | НП   | Іспанія    | Фран Соль (оренда, Ейбар)                                       |
|   | НП   | Україна    | Ванат Владислав Андрійович (оренда, Чорноморець (Одеса))        |

| № | Поз. | Нац.       | Гравець                                                         |
| - | ---- | ---------- | --------------------------------------------------------------- |
|   | ВР   | Україна    | Кучерук Владислав Вікторович (оренда, Чорноморець (Одеса))      |
|   | ЗХ   | Україна    | Біловар Крістіан Русланович (оренда, Чорноморець (Одеса))       |
|   | ЗХ   | Україна    | Біловар Крістіан Русланович (оренда, Десна)                     |
|   | ЗХ   | Гана       | Абдул Кадірі Мохаммед (оренда, Чорноморець (Одеса))             |
|   | ЗХ   | Україна    | Костевич Володимир Євгенович (оренда, Рух (Львів))              |
|   | ЗХ   | Україна    | Кравченко Микита Якович (оренда, Дніпро-1)                      |
|   | ЗХ   | Україна    | Кузик Денис Вікторович (оренда, Чорноморець (Одеса))            |
|   | ЗХ   | Бразилія   | Сідклей (оренда, ПАОК)                                          |
|   | ЗХ   | Україна    | Скорко Даніл Павлович (оренда, Чорноморець (Одеса))             |
|   | ЗХ   | Україна    | Вантух Роман Романович (оренда, Чорноморець (Одеса))            |
|   | ПЗ   | Україна    | Алібеков Ахмед Арсланалійович (оренда, Зоря (Луганськ))         |
|   | ПЗ   | Румунія    | Тудор Белуце (повернення оренди, Брайтон енд Гоув Альбіон)      |
|   | ПЗ   | Нігерія    | Беніто (оренда, Гориця (Велика Гориця))                         |
|   | ПЗ   | Україна    | Білошевський Богдан Олегович (оренда, Чорноморець (Одеса))      |
|   | ПЗ   | Україна    | Бодня Роман Сергійович (Минай)                                  |
|   | ПЗ   | Україна    | Булеца Сергій Анатолійович (оренда, Зоря (Луганськ))            |
|   | ПЗ   | Данія      | Міккель Дуелунд (оренда, Неймеген)                              |
|   | ПЗ   | Білорусь   | Хацкевич Артем Олександрович (оренда, Десна)                    |
|   | ПЗ   | Україна    | Михайленко Микола Миколайович (оренда, Чорноморець (Одеса))     |
|   | ПЗ   | Україна    | Михайлів Роман Романович (оренда, Львів)                        |
|   | ПЗ   | Україна    | Надольський Ярослав В'ячеславович (оренда, Чорноморець (Одеса)) |
|   | ПЗ   | Україна    | Смирний Євгеній Сергійович (оренда, Чорноморець (Одеса))        |
|   | ПЗ   | Україна    | Тлумак Юрій Андрійович (оренда, Чорноморець (Одеса))            |
|   | ПЗ   | Грузія     | Цітаішвілі Георгій Климентійович (оренда, Чорноморець (Одеса))  |
|   | ПЗ   | Україна    | Ващишин Артур Ярославович (оренда, Поділля (Хмельницький))      |
|   | ПЗ   | Україна    | Волошин Вікентій Валерійович (оренда, Десна)                    |
|   | НП   | Бразилія   | Клейтон                                                         |
|   | НП   | Україна    | Ісаєнко Євгеній Юрійович (оренда, Чорноморець (Одеса))          |
|   | НП   | Люксембург | Жерсон Родрігес (оренда, Труа)                                  |
|   | НП   | Україна    | Русин Назарій Орестович (оренда, Дніпро-1)                      |
|   | НП   | Іспанія    | Фран Соль (оренда, Ейбар)                                       |
|   | НП   | Україна    | Ванат Владислав Андрійович (оренда, Чорноморець (Одеса))        |

### «Дніпро-1»
| № | Поз. | Нац.       | Гравець                                                   |
| - | ---- | ---------- | --------------------------------------------------------- |
|   | ВР   | Румунія    | Валентін Кожокару ( Віїторул (Констанца))                 |
|   | ВР   | Україна    | Паст Євген Сергійович (Десна)                             |
|   | ЗХ   | Україна    | Кравченко Микита Якович (оренда, Динамо (Київ))           |
|   | ЗХ   | Португалія | Нелсон Монте ( Ріу Аве)                                   |
|   | ПЗ   | Україна    | Беляєв Олександр Андрійович (повернення оренди, ВПК-Агро) |
|   | ПЗ   | Хорватія   | Невен Джурасек (оренда, Динамо (Загреб))                  |
|   | ПЗ   | Україна    | Гуцуляк Олексій Олександрович (Десна)                     |
|   | ПЗ   | Україна    | Лучкевич Валерій Ігорович (Олександрія)                   |
|   | ПЗ   | Україна    | Піхальонок Олександр Олександрович (Шахтар (Донецьк))     |
|   | ПЗ   | Швейцарія  | Гріффін Райлі Сабатіні (повернення оренди, Ейрдріоніанс)  |
|   | НП   | Україна    | Хобленко Олексій Сергійович (повернення оренди, Стабек)   |
|   | НП   | Україна    | Русин Назарій Орестович (оренда, Динамо (Київ))           |

| № | Поз. | Нац.       | Гравець                                                   |
| - | ---- | ---------- | --------------------------------------------------------- |
|   | ВР   | Румунія    | Валентін Кожокару ( Віїторул (Констанца))                 |
|   | ВР   | Україна    | Паст Євген Сергійович (Десна)                             |
|   | ЗХ   | Україна    | Кравченко Микита Якович (оренда, Динамо (Київ))           |
|   | ЗХ   | Португалія | Нелсон Монте ( Ріу Аве)                                   |
|   | ПЗ   | Україна    | Беляєв Олександр Андрійович (повернення оренди, ВПК-Агро) |
|   | ПЗ   | Хорватія   | Невен Джурасек (оренда, Динамо (Загреб))                  |
|   | ПЗ   | Україна    | Гуцуляк Олексій Олександрович (Десна)                     |
|   | ПЗ   | Україна    | Лучкевич Валерій Ігорович (Олександрія)                   |
|   | ПЗ   | Україна    | Піхальонок Олександр Олександрович (Шахтар (Донецьк))     |
|   | ПЗ   | Швейцарія  | Гріффін Райлі Сабатіні (повернення оренди, Ейрдріоніанс)  |
|   | НП   | Україна    | Хобленко Олексій Сергійович (повернення оренди, Стабек)   |
|   | НП   | Україна    | Русин Назарій Орестович (оренда, Динамо (Київ))           |

| № | Поз. | Нац.      | Гравець                                                                  |
| - | ---- | --------- | ------------------------------------------------------------------------ |
|   | ВР   | Україна   | Архипчук Кирило Васильович (Вовчанськ)                                   |
|   | ВР   | Грузія    | Махарадзе Заурі Анзорович (Полісся (Житомир))                            |
|   | ВР   | Україна   | Сарнавський Богдан Ігорович (оренда, Кривбас)                            |
|   | ВР   | Україна   | Веклич Данило Євгенович (Інгулець)                                       |
|   | ВР   | Україна   | Зновенко Мирослав Костянтинович (Нікополь)                               |
|   | ЗХ   | Бразилія  | Дуглас ( Гіресунспор)                                                    |
|   | ЗХ   | Україна   | Горілий Тарас Володимирович (Нікополь)                                   |
|   | ЗХ   | Україна   | Хижняк Олексій Сергійович (Нікополь)                                     |
|   | ЗХ   | Україна   | Сафронов Олександр Олександрович (Десна)                                 |
|   | ЗХ   | Україна   | Сидоренко Назар Сергійович (Нікополь)                                    |
|   | ЗХ   | Бразилія  | Лукас Тейлор ( ПАОК)                                                     |
|   | ЗХ   | Україна   | Цуріков Андрій Володимирович (Металіст (Харків))                         |
|   | ЗХ   | Україна   | Заєць Сергій Сергійович (Нікополь)                                       |
|   | ПЗ   | Україна   | Беляєв Олександр Андрійович (оренда, Генчлербірлігі)                     |
|   | ПЗ   | Україна   | Булеца Сергій Анатолійович (повернення оренди, Динамо (Київ))            |
|   | ПЗ   | Україна   | Піхальонок Олександр Олександрович (повернення оренди, Шахтар (Донецьк)) |
|   | ПЗ   | Бразилія  | Вагнер Гонсалвеш (оренда, Кривбас)                                       |
|   | ПЗ   | Швейцарія | Гріффін Райлі Сабатіні                                                   |
|   | ПЗ   | Україна   | Вакулко Юрій Миколайович ( Рига)                                         |
|   | ЗХ   | Україна   | Гора Богдан Олександрович (Нікополь)                                     |
|   | НП   | Україна   | Хобленко Олексій Сергійович (оренда, Кривбас)                            |

| № | Поз. | Нац.      | Гравець                                                                  |
| - | ---- | --------- | ------------------------------------------------------------------------ |
|   | ВР   | Україна   | Архипчук Кирило Васильович (Вовчанськ)                                   |
|   | ВР   | Грузія    | Махарадзе Заурі Анзорович (Полісся (Житомир))                            |
|   | ВР   | Україна   | Сарнавський Богдан Ігорович (оренда, Кривбас)                            |
|   | ВР   | Україна   | Веклич Данило Євгенович (Інгулець)                                       |
|   | ВР   | Україна   | Зновенко Мирослав Костянтинович (Нікополь)                               |
|   | ЗХ   | Бразилія  | Дуглас ( Гіресунспор)                                                    |
|   | ЗХ   | Україна   | Горілий Тарас Володимирович (Нікополь)                                   |
|   | ЗХ   | Україна   | Хижняк Олексій Сергійович (Нікополь)                                     |
|   | ЗХ   | Україна   | Сафронов Олександр Олександрович (Десна)                                 |
|   | ЗХ   | Україна   | Сидоренко Назар Сергійович (Нікополь)                                    |
|   | ЗХ   | Бразилія  | Лукас Тейлор ( ПАОК)                                                     |
|   | ЗХ   | Україна   | Цуріков Андрій Володимирович (Металіст (Харків))                         |
|   | ЗХ   | Україна   | Заєць Сергій Сергійович (Нікополь)                                       |
|   | ПЗ   | Україна   | Беляєв Олександр Андрійович (оренда, Генчлербірлігі)                     |
|   | ПЗ   | Україна   | Булеца Сергій Анатолійович (повернення оренди, Динамо (Київ))            |
|   | ПЗ   | Україна   | Піхальонок Олександр Олександрович (повернення оренди, Шахтар (Донецьк)) |
|   | ПЗ   | Бразилія  | Вагнер Гонсалвеш (оренда, Кривбас)                                       |
|   | ПЗ   | Швейцарія | Гріффін Райлі Сабатіні                                                   |
|   | ПЗ   | Україна   | Вакулко Юрій Миколайович ( Рига)                                         |
|   | ЗХ   | Україна   | Гора Богдан Олександрович (Нікополь)                                     |
|   | НП   | Україна   | Хобленко Олексій Сергійович (оренда, Кривбас)                            |

### «Зоря»
| № | Поз. | Нац.     | Гравець                                                          |
| - | ---- | -------- | ---------------------------------------------------------------- |
|   | ЗХ   | Україна  | Імереков Максим Ігорович (Десна)                                 |
|   | ЗХ   | Україна  | Снурніцин Ігор Сергійович (Олімпік (Донецьк))                    |
|   | ПЗ   | Україна  | Алібеков Ахмед Арсланалійович (оренда, Динамо (Київ))            |
|   | ПЗ   | Україна  | Білоцерковець Володимир Сергійович (повернення оренди, Інгулець) |
|   | ПЗ   | Україна  | Булеца Сергій Анатолійович (оренда, Динамо (Київ))               |
|   | ПЗ   | Україна  | Піддубний Дмитро Ігорович (повернення оренди, ВПК-Агро)          |
|   | ПЗ   | Україна  | Янаков Денис Олексійович (повернення оренди, Інгулець)           |
|   | НП   | Бразилія | Крістіан Фагундес ( Бразіл де Пелотас)                           |
|   | НП   | Бразилія | Гільєрме Сміт ( Ботафого)                                        |

| № | Поз. | Нац.     | Гравець                                                          |
| - | ---- | -------- | ---------------------------------------------------------------- |
|   | ЗХ   | Україна  | Імереков Максим Ігорович (Десна)                                 |
|   | ЗХ   | Україна  | Снурніцин Ігор Сергійович (Олімпік (Донецьк))                    |
|   | ПЗ   | Україна  | Алібеков Ахмед Арсланалійович (оренда, Динамо (Київ))            |
|   | ПЗ   | Україна  | Білоцерковець Володимир Сергійович (повернення оренди, Інгулець) |
|   | ПЗ   | Україна  | Булеца Сергій Анатолійович (оренда, Динамо (Київ))               |
|   | ПЗ   | Україна  | Піддубний Дмитро Ігорович (повернення оренди, ВПК-Агро)          |
|   | ПЗ   | Україна  | Янаков Денис Олексійович (повернення оренди, Інгулець)           |
|   | НП   | Бразилія | Крістіан Фагундес ( Бразіл де Пелотас)                           |
|   | НП   | Бразилія | Гільєрме Сміт ( Ботафого)                                        |

| № | Поз. | Нац.                 | Гравець                                                           |
| - | ---- | -------------------- | ----------------------------------------------------------------- |
|   | ВР   | Україна              | Хмеловський Данило Віталійович (Тростянець)                       |
|   | ВР   | Боснія і Герцеговина | Нікола Васіль ( Санкт-Паулі)                                      |
|   | ЗХ   | Україна              | Агапов Максим Олегович (Краматорськ)                              |
|   | ЗХ   | Ізраїль              | Йоель Абу Ханна ( Легія)                                          |
|   | ПЗ   | Україна              | Білоцерковець Володимир Сергійович (оренда, Металург (Запоріжжя)) |
|   | ПЗ   | Латвія               | Андрейс Циганікс ( ДАК 1904)                                      |
|   | ПЗ   | Україна              | Гринь Сергій Віталійович (Олександрія)                            |
|   | ПЗ   | Україна              | Іванісеня Дмитро Олександрович ( Крила Рад (Самара))              |
|   | ПЗ   | Україна              | Піддубний Дмитро Ігорович (оренда, Металург (Запоріжжя))          |
|   | ПЗ   | Україна              | Янаков Денис Олексійович (оренда, Полісся (Житомир))              |
|   | ПЗ   | Україна              | Юрченко Владлен Юрійович                                          |

| № | Поз. | Нац.                 | Гравець                                                           |
| - | ---- | -------------------- | ----------------------------------------------------------------- |
|   | ВР   | Україна              | Хмеловський Данило Віталійович (Тростянець)                       |
|   | ВР   | Боснія і Герцеговина | Нікола Васіль ( Санкт-Паулі)                                      |
|   | ЗХ   | Україна              | Агапов Максим Олегович (Краматорськ)                              |
|   | ЗХ   | Ізраїль              | Йоель Абу Ханна ( Легія)                                          |
|   | ПЗ   | Україна              | Білоцерковець Володимир Сергійович (оренда, Металург (Запоріжжя)) |
|   | ПЗ   | Латвія               | Андрейс Циганікс ( ДАК 1904)                                      |
|   | ПЗ   | Україна              | Гринь Сергій Віталійович (Олександрія)                            |
|   | ПЗ   | Україна              | Іванісеня Дмитро Олександрович ( Крила Рад (Самара))              |
|   | ПЗ   | Україна              | Піддубний Дмитро Ігорович (оренда, Металург (Запоріжжя))          |
|   | ПЗ   | Україна              | Янаков Денис Олексійович (оренда, Полісся (Житомир))              |
|   | ПЗ   | Україна              | Юрченко Владлен Юрійович                                          |

### «Інгулець»
| № | Поз. | Нац.    | Гравець                                               |
| - | ---- | ------- | ----------------------------------------------------- |
|   | ВР   | Україна | Гальчук Євген Володимирович (Маріуполь)               |
|   | ВР   | Україна | Веклич Данило Євгенович (Дніпро-1)                    |
|   | ЗХ   | Україна | Мельничук Максим Олександрович (оренда, Ворскла)      |
|   | ЗХ   | Україна | Опанасенко Євген Володимирович (Ворскла)              |
|   | ЗХ   | Україна | Полегенько Павло Ігорович (from Десна)                |
|   | ЗХ   | Україна | Поспєлов Дмитро Олексійович (Чорноморець (Одеса))     |
|   | ПЗ   | Грузія  | Темур Чогадзе (Олімпік (Донецьк))                     |
|   | ПЗ   | Україна | Головкін Іван Миколайович (Кристал (Херсон))          |
|   | ПЗ   | Україна | Шарай Владислав Геннадійович (Альянс (Липова Долина)) |
|   | ПЗ   | Україна | Якимів Андрій Андрійович (Чорноморець (Одеса))        |
|   | НП   | Нігерія | Майкл Гопей Стефен ( Віккі Турістс)                   |
|   | НП   | Україна | Сітало Артем Сергійович (Олександрія)                 |

| № | Поз. | Нац.    | Гравець                                               |
| - | ---- | ------- | ----------------------------------------------------- |
|   | ВР   | Україна | Гальчук Євген Володимирович (Маріуполь)               |
|   | ВР   | Україна | Веклич Данило Євгенович (Дніпро-1)                    |
|   | ЗХ   | Україна | Мельничук Максим Олександрович (оренда, Ворскла)      |
|   | ЗХ   | Україна | Опанасенко Євген Володимирович (Ворскла)              |
|   | ЗХ   | Україна | Полегенько Павло Ігорович (from Десна)                |
|   | ЗХ   | Україна | Поспєлов Дмитро Олексійович (Чорноморець (Одеса))     |
|   | ПЗ   | Грузія  | Темур Чогадзе (Олімпік (Донецьк))                     |
|   | ПЗ   | Україна | Головкін Іван Миколайович (Кристал (Херсон))          |
|   | ПЗ   | Україна | Шарай Владислав Геннадійович (Альянс (Липова Долина)) |
|   | ПЗ   | Україна | Якимів Андрій Андрійович (Чорноморець (Одеса))        |
|   | НП   | Нігерія | Майкл Гопей Стефен ( Віккі Турістс)                   |
|   | НП   | Україна | Сітало Артем Сергійович (Олександрія)                 |

| № | Поз. | Нац.     | Гравець                                                                 |
| - | ---- | -------- | ----------------------------------------------------------------------- |
|   | ВР   | Україна  | Кринський Володимир Вікторович (Волинь)                                 |
|   | ЗХ   | Україна  | Балан Денис Дмитрович (Кривбас)                                         |
|   | ЗХ   | Молдова  | Кучеренко Олександр Євгенович (Волинь)                                  |
|   | ЗХ   | Україна  | Квасний Микола Петрович (Прикарпаття)                                   |
|   | ЗХ   | Україна  | Передистий Станіслав Юрійович (Вікторія (Миколаївка))                   |
|   | ЗХ   | Україна  | Семенко Андрій Миколайович (Минай)                                      |
|   | ЗХ   | Україна  | Синьогуб Олег Анатолійович (Минай)                                      |
|   | ПЗ   | Україна  | Білоцерковець Володимир Сергійович (повернення оренди, Зоря (Луганськ)) |
|   | ПЗ   | Україна  | Чайковський Ігор Геннадійович (Полісся (Житомир))                       |
|   | ПЗ   | Грузія   | Темур Чогадзе ( Телаві)                                                 |
|   | ПЗ   | Танзанія | Йохана Мкомола (повернення оренди, Ворскла)                             |
|   | ПЗ   | Україна  | Щедрий Артем Альбертович (Кривбас)                                      |
|   | ПЗ   | Україна  | Сейтхалілов Сулейман Фахрійович (оренда, Кремінь)                       |
|   | ПЗ   | Україна  | Янаков Денис Олексійович (повернення оренди, Зоря (Луганськ))           |
|   | НП   | Грузія   | Ніка Сітчінава (Колос (Ковалівка))                                      |
|   | НП   | Україна  | Шевцов Ілля Сергійович (повернення оренди, Десна)                       |
|   | НП   | Україна  | Васін Денис Геннадійович (повернення оренди, Ворскла)                   |

| № | Поз. | Нац.     | Гравець                                                                 |
| - | ---- | -------- | ----------------------------------------------------------------------- |
|   | ВР   | Україна  | Кринський Володимир Вікторович (Волинь)                                 |
|   | ЗХ   | Україна  | Балан Денис Дмитрович (Кривбас)                                         |
|   | ЗХ   | Молдова  | Кучеренко Олександр Євгенович (Волинь)                                  |
|   | ЗХ   | Україна  | Квасний Микола Петрович (Прикарпаття)                                   |
|   | ЗХ   | Україна  | Передистий Станіслав Юрійович (Вікторія (Миколаївка))                   |
|   | ЗХ   | Україна  | Семенко Андрій Миколайович (Минай)                                      |
|   | ЗХ   | Україна  | Синьогуб Олег Анатолійович (Минай)                                      |
|   | ПЗ   | Україна  | Білоцерковець Володимир Сергійович (повернення оренди, Зоря (Луганськ)) |
|   | ПЗ   | Україна  | Чайковський Ігор Геннадійович (Полісся (Житомир))                       |
|   | ПЗ   | Грузія   | Темур Чогадзе ( Телаві)                                                 |
|   | ПЗ   | Танзанія | Йохана Мкомола (повернення оренди, Ворскла)                             |
|   | ПЗ   | Україна  | Щедрий Артем Альбертович (Кривбас)                                      |
|   | ПЗ   | Україна  | Сейтхалілов Сулейман Фахрійович (оренда, Кремінь)                       |
|   | ПЗ   | Україна  | Янаков Денис Олексійович (повернення оренди, Зоря (Луганськ))           |
|   | НП   | Грузія   | Ніка Сітчінава (Колос (Ковалівка))                                      |
|   | НП   | Україна  | Шевцов Ілля Сергійович (повернення оренди, Десна)                       |
|   | НП   | Україна  | Васін Денис Геннадійович (повернення оренди, Ворскла)                   |

### «Колос» (Ковалівка)
| № | Поз. | Нац.        | Гравець                                                          |
| - | ---- | ----------- | ---------------------------------------------------------------- |
|   | ВР   | Україна     | Маханьков Володимир Ігорович (Полісся (Житомир))                 |
|   | ЗХ   | Білорусь    | Павловець Олександр Валерійович (оренда, Ростов)                 |
|   | ЗХ   | Україна     | Саків Тарас Степанович (Минай)                                   |
|   | ЗХ   | Україна     | Ухань Ілля Павлович (Маріуполь)                                  |
|   | ПЗ   | Бразилія    | Дієго Сантос ( Вітебськ)                                         |
|   | ПЗ   | Україна     | Чурко В'ячеслав В'ячеславович (Шахтар (Донецьк))                 |
|   | НП   | Україна     | Коваль Станіслав Іванович (повернення оренди, Полісся (Житомир)) |
|   | НП   | Азербайджан | Нурієв Анатолій Анатолійович (Минай)                             |
|   | НП   | Бразилія    | Ренан (Львів)                                                    |
|   | НП   | Грузія      | Ніка Сітчінава (Інгулець)                                        |

| № | Поз. | Нац.        | Гравець                                                          |
| - | ---- | ----------- | ---------------------------------------------------------------- |
|   | ВР   | Україна     | Маханьков Володимир Ігорович (Полісся (Житомир))                 |
|   | ЗХ   | Білорусь    | Павловець Олександр Валерійович (оренда, Ростов)                 |
|   | ЗХ   | Україна     | Саків Тарас Степанович (Минай)                                   |
|   | ЗХ   | Україна     | Ухань Ілля Павлович (Маріуполь)                                  |
|   | ПЗ   | Бразилія    | Дієго Сантос ( Вітебськ)                                         |
|   | ПЗ   | Україна     | Чурко В'ячеслав В'ячеславович (Шахтар (Донецьк))                 |
|   | НП   | Україна     | Коваль Станіслав Іванович (повернення оренди, Полісся (Житомир)) |
|   | НП   | Азербайджан | Нурієв Анатолій Анатолійович (Минай)                             |
|   | НП   | Бразилія    | Ренан (Львів)                                                    |
|   | НП   | Грузія      | Ніка Сітчінава (Інгулець)                                        |

| № | Поз. | Нац.    | Гравець                                                             |
| - | ---- | ------- | ------------------------------------------------------------------- |
|   | ВР   | Україна | Кучеренко Євгеній Ігорович (оренда, Поділля (Хмельницький))         |
|   | ВР   | Україна | Кучерук Владислав Вікторович (повернення оренди, Динамо (Київ))     |
|   | ЗХ   | Україна | Кравченко Микита Якович (повернення оренди, Динамо (Київ))          |
|   | ЗХ   | Україна | Коновалов Вадим Ігорович (Ворскла)                                  |
|   | ЗХ   | Україна | Зозуля Олексій Володимирович (оренда, Львів)                        |
|   | ПЗ   | Україна | Антюх Денис Миколайович (Динамо (Київ))                             |
|   | ПЗ   | Україна | Чурко В'ячеслав В'ячеславович (повернення оренди, Шахтар (Донецьк)) |
|   | ПЗ   | Україна | Морозко Євгеній Георгійович (оренда, Полісся (Житомир))             |
|   | ПЗ   | Україна | Оріховський Павло Борисович (Рух (Львів))                           |
|   | ПЗ   | Україна | Смирний Євгеній Сергійович (повернення оренди, Динамо (Київ))       |
|   | ПЗ   | Україна | Сорокін Станіслав Юрійович (оренда, Львів)                          |
|   | НП   | Україна | Ісаєнко Євгеній Юрійович (повернення оренди, Динамо (Київ))         |
|   | НП   | Україна | Хльобас Дмитро Вікторович ( Ordabasy)                               |
|   | НП   | Україна | Коваль Станіслав Іванович (оренда, Поділля (Хмельницький))          |
|   | НП   | Україна | Селезньов Євген Олександрович (Минай)                               |

| № | Поз. | Нац.    | Гравець                                                             |
| - | ---- | ------- | ------------------------------------------------------------------- |
|   | ВР   | Україна | Кучеренко Євгеній Ігорович (оренда, Поділля (Хмельницький))         |
|   | ВР   | Україна | Кучерук Владислав Вікторович (повернення оренди, Динамо (Київ))     |
|   | ЗХ   | Україна | Кравченко Микита Якович (повернення оренди, Динамо (Київ))          |
|   | ЗХ   | Україна | Коновалов Вадим Ігорович (Ворскла)                                  |
|   | ЗХ   | Україна | Зозуля Олексій Володимирович (оренда, Львів)                        |
|   | ПЗ   | Україна | Антюх Денис Миколайович (Динамо (Київ))                             |
|   | ПЗ   | Україна | Чурко В'ячеслав В'ячеславович (повернення оренди, Шахтар (Донецьк)) |
|   | ПЗ   | Україна | Морозко Євгеній Георгійович (оренда, Полісся (Житомир))             |
|   | ПЗ   | Україна | Оріховський Павло Борисович (Рух (Львів))                           |
|   | ПЗ   | Україна | Смирний Євгеній Сергійович (повернення оренди, Динамо (Київ))       |
|   | ПЗ   | Україна | Сорокін Станіслав Юрійович (оренда, Львів)                          |
|   | НП   | Україна | Ісаєнко Євгеній Юрійович (повернення оренди, Динамо (Київ))         |
|   | НП   | Україна | Хльобас Дмитро Вікторович ( Ordabasy)                               |
|   | НП   | Україна | Коваль Станіслав Іванович (оренда, Поділля (Хмельницький))          |
|   | НП   | Україна | Селезньов Євген Олександрович (Минай)                               |

### «Львів»
| № | Поз. | Нац.    | Гравець                                                  |
| - | ---- | ------- | -------------------------------------------------------- |
|   | ЗХ   | Україна | Зозуля Олексій Володимирович (оренда, Колос (Ковалівка)) |
|   | ПЗ   | Україна | Хамелюк Владислав Русланович (Олімпік (Донецьк))         |
|   | ПЗ   | Україна | Михайлів Роман Романович (оренда, Динамо (Київ))         |
|   | ПЗ   | Україна | Політило Сергій Олегович (Олімпік (Донецьк))             |
|   | ПЗ   | Україна | Stanislav Sorokin (оренда, Колос (Ковалівка))            |

| № | Поз. | Нац.    | Гравець                                                  |
| - | ---- | ------- | -------------------------------------------------------- |
|   | ЗХ   | Україна | Зозуля Олексій Володимирович (оренда, Колос (Ковалівка)) |
|   | ПЗ   | Україна | Хамелюк Владислав Русланович (Олімпік (Донецьк))         |
|   | ПЗ   | Україна | Михайлів Роман Романович (оренда, Динамо (Київ))         |
|   | ПЗ   | Україна | Політило Сергій Олегович (Олімпік (Донецьк))             |
|   | ПЗ   | Україна | Stanislav Sorokin (оренда, Колос (Ковалівка))            |

| № | Поз. | Нац.      | Гравець                                       |
| - | ---- | --------- | --------------------------------------------- |
|   | ЗХ   | Україна   | Брама Максим Андрійович                       |
|   | ЗХ   | Україна   | Лобай Іван Володимирович (Карпати (Львів))    |
|   | ЗХ   | Франція   | Маруан Міхубі                                 |
|   | ПЗ   | Україна   | Демків Станіслав Богданович (Вовчанськ)       |
|   | ПЗ   | Литва     | Донатас Казлаускас ( Академіка (Клінчень))    |
|   | ПЗ   | Аргентина | Лаутаро Новач                                 |
|   | ПЗ   | Україна   | Пентелейчук Дмитро Вікторович (Вовчанськ)     |
|   | ПЗ   | Бразилія  | Сабіно                                        |
|   | ПЗ   | Україна   | Топчій Сергій Олександрович                   |
|   | НП   | Україна   | Хімчак Максим Ярославович (оренда, Вовчанськ) |
|   | НП   | Бразилія  | Ренан (Колос (Ковалівка))                     |
|   | НП   | Бразилія  | Велвес (оренда, Зіра)                         |
|   | НП   | Україна   | Захарків Юрій Романович ( Жетису)             |

| № | Поз. | Нац.      | Гравець                                       |
| - | ---- | --------- | --------------------------------------------- |
|   | ЗХ   | Україна   | Брама Максим Андрійович                       |
|   | ЗХ   | Україна   | Лобай Іван Володимирович (Карпати (Львів))    |
|   | ЗХ   | Франція   | Маруан Міхубі                                 |
|   | ПЗ   | Україна   | Демків Станіслав Богданович (Вовчанськ)       |
|   | ПЗ   | Литва     | Донатас Казлаускас ( Академіка (Клінчень))    |
|   | ПЗ   | Аргентина | Лаутаро Новач                                 |
|   | ПЗ   | Україна   | Пентелейчук Дмитро Вікторович (Вовчанськ)     |
|   | ПЗ   | Бразилія  | Сабіно                                        |
|   | ПЗ   | Україна   | Топчій Сергій Олександрович                   |
|   | НП   | Україна   | Хімчак Максим Ярославович (оренда, Вовчанськ) |
|   | НП   | Бразилія  | Ренан (Колос (Ковалівка))                     |
|   | НП   | Бразилія  | Велвес (оренда, Зіра)                         |
|   | НП   | Україна   | Захарків Юрій Романович ( Жетису)             |

### «Маріуполь»
| № | Поз. | Нац.               | Гравець                                                          |
| - | ---- | ------------------ | ---------------------------------------------------------------- |
|   | ВР   | Україна            | Поспєлов Артем Андрійович (повернення оренди, Краматорськ)       |
|   | ВР   | Україна            | Турбаєвський Микита Анатолійович (оренда, Шахтар (Донецьк))      |
|   | ЗХ   | Хорватія           | Петар Босанчич ( Істра 1961)                                     |
|   | ЗХ   | Україна            | Микицей Станіслав Ігорович (Чорноморець (Одеса))                 |
|   | ЗХ   | Україна            | Шинкаренко Дмитро Олександрович (повернення оренди, Краматорськ) |
|   | ЗХ   | Україна            | Удод Данило Олегович (оренда, Шахтар (Донецьк))                  |
|   | ПЗ   | Україна            | Холод Артем Олегович (оренда, Шахтар (Донецьк))                  |
|   | ПЗ   | Україна            | Хромей Михайло Іванович (оренда, Шахтар (Донецьк))               |
|   | ПЗ   | Україна            | Клименко Владислав Сергійович (Чорноморець (Одеса))              |
|   | ПЗ   | Україна            | Микитишин Артур Петрович (оренда, Шахтар (Донецьк))              |
|   | ПЗ   | Україна            | Шостак Денис Вадимович (оренда, Шахтар (Донецьк))                |
|   | ПЗ   | Північна Македонія | Стефан Спировський ( АЕК (Ларнака))                              |
|   | НП   | Україна            | Світюха Денис Олександрович (оренда, Шахтар (Донецьк))           |
|   | НП   | Україна            | В'юнник Богдан Сергійович (оренда, Шахтар (Донецьк))             |

| № | Поз. | Нац.               | Гравець                                                          |
| - | ---- | ------------------ | ---------------------------------------------------------------- |
|   | ВР   | Україна            | Поспєлов Артем Андрійович (повернення оренди, Краматорськ)       |
|   | ВР   | Україна            | Турбаєвський Микита Анатолійович (оренда, Шахтар (Донецьк))      |
|   | ЗХ   | Хорватія           | Петар Босанчич ( Істра 1961)                                     |
|   | ЗХ   | Україна            | Микицей Станіслав Ігорович (Чорноморець (Одеса))                 |
|   | ЗХ   | Україна            | Шинкаренко Дмитро Олександрович (повернення оренди, Краматорськ) |
|   | ЗХ   | Україна            | Удод Данило Олегович (оренда, Шахтар (Донецьк))                  |
|   | ПЗ   | Україна            | Холод Артем Олегович (оренда, Шахтар (Донецьк))                  |
|   | ПЗ   | Україна            | Хромей Михайло Іванович (оренда, Шахтар (Донецьк))               |
|   | ПЗ   | Україна            | Клименко Владислав Сергійович (Чорноморець (Одеса))              |
|   | ПЗ   | Україна            | Микитишин Артур Петрович (оренда, Шахтар (Донецьк))              |
|   | ПЗ   | Україна            | Шостак Денис Вадимович (оренда, Шахтар (Донецьк))                |
|   | ПЗ   | Північна Македонія | Стефан Спировський ( АЕК (Ларнака))                              |
|   | НП   | Україна            | Світюха Денис Олександрович (оренда, Шахтар (Донецьк))           |
|   | НП   | Україна            | В'юнник Богдан Сергійович (оренда, Шахтар (Донецьк))             |

| № | Поз. | Нац.    | Гравець                                                                |
| - | ---- | ------- | ---------------------------------------------------------------------- |
|   | ВР   | Україна | Гальчук Євген Володимирович (Інгулець)                                 |
|   | ВР   | Україна | Кравцов Павло Андрійович (Яруд)                                        |
|   | ВР   | Україна | Поспєлов Артем Андрійович (Краматорськ)                                |
|   | ЗХ   | Україна | Биков Олексій Олексійович (оренда, Локомотив (Пловдив))                |
|   | ЗХ   | Україна | Кирюханцев Ігор Олегович (повернення оренди, Шахтар (Донецьк))         |
|   | ЗХ   | Україна | Муравський Назарій Володимирович (повернення оренди, Шахтар (Донецьк)) |
|   | ЗХ   | Україна | Романюк Кирило Сергійович                                              |
|   | ЗХ   | Україна | Сагуткін Данило Валерійович ( Акрон)                                   |
|   | ЗХ   | Україна | Шинкаренко Дмитро Олександрович (Гірник-Спорт)                         |
|   | ЗХ   | Україна | Шушко Павло Сергійович (оренда, Краматорськ)                           |
|   | ЗХ   | Україна | Ухань Ілля Павлович (Колос (Ковалівка))                                |
|   | ПЗ   | Україна | Байдал Антон Олександрович (Минай)                                     |
|   | ПЗ   | Україна | Бондаренко Артем Юрійович (повернення оренди, Шахтар (Донецьк))        |
|   | ПЗ   | Україна | Доброхотов Ярослав Михайлович (Яруд)                                   |
|   | ПЗ   | Україна | Горбунов Сергій Олегович (Металіст (Харків))                           |
|   | ПЗ   | Україна | Кулієв Ельдар Шахбазович (Минай)                                       |
|   | ПЗ   | Україна | Танковський В'ячеслав Сергійович (повернення оренди, Шахтар (Донецьк)) |
|   | ПЗ   | Україна | Тищенко Ігор Сергійович (Яруд)                                         |
|   | ПЗ   | Україна | Вискребенцев Андрій Едуардович (Ужгород)                               |
|   | НП   | Україна | Сікан Данило Ярославович (повернення оренди, Шахтар (Донецьк))         |

| № | Поз. | Нац.    | Гравець                                                                |
| - | ---- | ------- | ---------------------------------------------------------------------- |
|   | ВР   | Україна | Гальчук Євген Володимирович (Інгулець)                                 |
|   | ВР   | Україна | Кравцов Павло Андрійович (Яруд)                                        |
|   | ВР   | Україна | Поспєлов Артем Андрійович (Краматорськ)                                |
|   | ЗХ   | Україна | Биков Олексій Олексійович (оренда, Локомотив (Пловдив))                |
|   | ЗХ   | Україна | Кирюханцев Ігор Олегович (повернення оренди, Шахтар (Донецьк))         |
|   | ЗХ   | Україна | Муравський Назарій Володимирович (повернення оренди, Шахтар (Донецьк)) |
|   | ЗХ   | Україна | Романюк Кирило Сергійович                                              |
|   | ЗХ   | Україна | Сагуткін Данило Валерійович ( Акрон)                                   |
|   | ЗХ   | Україна | Шинкаренко Дмитро Олександрович (Гірник-Спорт)                         |
|   | ЗХ   | Україна | Шушко Павло Сергійович (оренда, Краматорськ)                           |
|   | ЗХ   | Україна | Ухань Ілля Павлович (Колос (Ковалівка))                                |
|   | ПЗ   | Україна | Байдал Антон Олександрович (Минай)                                     |
|   | ПЗ   | Україна | Бондаренко Артем Юрійович (повернення оренди, Шахтар (Донецьк))        |
|   | ПЗ   | Україна | Доброхотов Ярослав Михайлович (Яруд)                                   |
|   | ПЗ   | Україна | Горбунов Сергій Олегович (Металіст (Харків))                           |
|   | ПЗ   | Україна | Кулієв Ельдар Шахбазович (Минай)                                       |
|   | ПЗ   | Україна | Танковський В'ячеслав Сергійович (повернення оренди, Шахтар (Донецьк)) |
|   | ПЗ   | Україна | Тищенко Ігор Сергійович (Яруд)                                         |
|   | ПЗ   | Україна | Вискребенцев Андрій Едуардович (Ужгород)                               |
|   | НП   | Україна | Сікан Данило Ярославович (повернення оренди, Шахтар (Донецьк))         |

### «Металіст 1925»
| № | Поз. | Нац.                 | Гравець                                        |
| - | ---- | -------------------- | ---------------------------------------------- |
|   | ВР   | Україна              | Шеліхов Денис Васильович (ВПК-Агро)            |
|   | ЗХ   | Боснія і Герцеговина | Амар Квакич ( Капфенберг)                      |
|   | ЗХ   | Україна              | Єрмаков Віталій Михайлович (Десна)             |
|   | ПЗ   | Бразилія             | Фабіньйо ( Вентспілс)                          |
|   | ПЗ   | Україна              | Протасов Євген Євгенович (Волинь)              |
|   | ПЗ   | Україна              | Русин Ростислав Ігорович (Рух (Львів))         |
|   | ПЗ   | Україна              | Задерака Максим Сергійович ( Арарат (Єреван))  |
|   | НП   | Бразилія             | Марлісон (оренда, Фігейренсе)                  |
|   | НП   | Україна              | Ременюк Андрій Сергійович (Кривбас)            |
|   | НП   | Україна              | Зубков Ілля Дмитрович (Альянс (Липова Долина)) |

| № | Поз. | Нац.                 | Гравець                                        |
| - | ---- | -------------------- | ---------------------------------------------- |
|   | ВР   | Україна              | Шеліхов Денис Васильович (ВПК-Агро)            |
|   | ЗХ   | Боснія і Герцеговина | Амар Квакич ( Капфенберг)                      |
|   | ЗХ   | Україна              | Єрмаков Віталій Михайлович (Десна)             |
|   | ПЗ   | Бразилія             | Фабіньйо ( Вентспілс)                          |
|   | ПЗ   | Україна              | Протасов Євген Євгенович (Волинь)              |
|   | ПЗ   | Україна              | Русин Ростислав Ігорович (Рух (Львів))         |
|   | ПЗ   | Україна              | Задерака Максим Сергійович ( Арарат (Єреван))  |
|   | НП   | Бразилія             | Марлісон (оренда, Фігейренсе)                  |
|   | НП   | Україна              | Ременюк Андрій Сергійович (Кривбас)            |
|   | НП   | Україна              | Зубков Ілля Дмитрович (Альянс (Липова Долина)) |

| № | Поз. | Нац.    | Гравець                                                    |
| - | ---- | ------- | ---------------------------------------------------------- |
|   | ВР   | Україна | Дьяков Денис Вікторович (Вовчанськ)                        |
|   | ЗХ   | Україна | Пець Іван Романович (Вовчанськ)                            |
|   | ЗХ   | Україна | Цвіренко Максим Ігорович (Гірник-Спорт)                    |
|   | ПЗ   | Україна | Дехтяренко Ярослав Максимович                              |
|   | ПЗ   | Україна | Холод Артем Олегович (повернення оренди, Шахтар (Донецьк)) |
|   | ПЗ   | Україна | Кольцов Віталій Валерійович ( СКА-Хабаровськ)              |
|   | ПЗ   | Україна | Денис Ндукве (оренда, Краматорськ)                         |
|   | ПЗ   | Україна | Резепов Денис Сергійович (оренда, Вовчанськ)               |
|   | ПЗ   | Україна | Стороженко Михайло Олексійович (завершив кар'єру)          |
|   | ПЗ   | Україна | Ямполь Ярослав Геннадійович (Гірник-Спорт)                 |
|   | НП   | Україна | Блажко Валерій Андрійович (оренда, Краматорськ)            |
|   | НП   | Україна | Савіцький Андрій Андрійович (Вовчанськ)                    |

| № | Поз. | Нац.    | Гравець                                                    |
| - | ---- | ------- | ---------------------------------------------------------- |
|   | ВР   | Україна | Дьяков Денис Вікторович (Вовчанськ)                        |
|   | ЗХ   | Україна | Пець Іван Романович (Вовчанськ)                            |
|   | ЗХ   | Україна | Цвіренко Максим Ігорович (Гірник-Спорт)                    |
|   | ПЗ   | Україна | Дехтяренко Ярослав Максимович                              |
|   | ПЗ   | Україна | Холод Артем Олегович (повернення оренди, Шахтар (Донецьк)) |
|   | ПЗ   | Україна | Кольцов Віталій Валерійович ( СКА-Хабаровськ)              |
|   | ПЗ   | Україна | Денис Ндукве (оренда, Краматорськ)                         |
|   | ПЗ   | Україна | Резепов Денис Сергійович (оренда, Вовчанськ)               |
|   | ПЗ   | Україна | Стороженко Михайло Олексійович (завершив кар'єру)          |
|   | ПЗ   | Україна | Ямполь Ярослав Геннадійович (Гірник-Спорт)                 |
|   | НП   | Україна | Блажко Валерій Андрійович (оренда, Краматорськ)            |
|   | НП   | Україна | Савіцький Андрій Андрійович (Вовчанськ)                    |

### «Минай»
| № | Поз. | Нац.    | Гравець                                           |
| - | ---- | ------- | ------------------------------------------------- |
|   | ВР   | Україна | Кемкін Олександр Олегович (Шахтар (Донецьк))      |
|   | ВР   | Україна | Кучер Данило Олегович ( РФШ)                      |
|   | ВР   | Україна | Пеньков Герман Юрійович ( Пюнік)                  |
|   | ЗХ   | Україна | Гончар Ігор Вікторович ( Пюнік)                   |
|   | ЗХ   | Україна | Горін Олег Андрійович (вільний агент)             |
|   | ЗХ   | Україна | Семенко Андрій Миколайович (Інгулець)             |
|   | ЗХ   | Україна | Синьогуб Олег Анатолійович (Інгулець)             |
|   | ЗХ   | Україна | Векляк Богдан Ігорович (Олімпік (Донецьк))        |
|   | ПЗ   | Україна | Байдал Антон Олександрович (Маріуполь)            |
|   | ПЗ   | Україна | Білоног Дмитро Іванович ( Єнісей)                 |
|   | ПЗ   | Україна | Бодня Роман Сергійович (Динамо (Київ))            |
|   | ПЗ   | Україна | Кулієв Ельдар Шахбазович (Маріуполь)              |
|   | ПЗ   | Україна | Лиховидько Віктор Юрійович (Чорноморець (Одеса))  |
|   | ПЗ   | Україна | Месхі Михайло Мамукович ( Мезйокйовешд)           |
|   | НП   | Україна | Кобак Едвард Федорович (оренда, Шахтар (Донецьк)) |
|   | НП   | Україна | Коваленко Богдан Русланович (вільний агент)       |
|   | НП   | Україна | Селезньов Євген Олександрович (Колос (Ковалівка)) |
|   | НП   | Україна | Вишневський Олег Вікторович (Ужгород)             |

| № | Поз. | Нац.    | Гравець                                           |
| - | ---- | ------- | ------------------------------------------------- |
|   | ВР   | Україна | Кемкін Олександр Олегович (Шахтар (Донецьк))      |
|   | ВР   | Україна | Кучер Данило Олегович ( РФШ)                      |
|   | ВР   | Україна | Пеньков Герман Юрійович ( Пюнік)                  |
|   | ЗХ   | Україна | Гончар Ігор Вікторович ( Пюнік)                   |
|   | ЗХ   | Україна | Горін Олег Андрійович (вільний агент)             |
|   | ЗХ   | Україна | Семенко Андрій Миколайович (Інгулець)             |
|   | ЗХ   | Україна | Синьогуб Олег Анатолійович (Інгулець)             |
|   | ЗХ   | Україна | Векляк Богдан Ігорович (Олімпік (Донецьк))        |
|   | ПЗ   | Україна | Байдал Антон Олександрович (Маріуполь)            |
|   | ПЗ   | Україна | Білоног Дмитро Іванович ( Єнісей)                 |
|   | ПЗ   | Україна | Бодня Роман Сергійович (Динамо (Київ))            |
|   | ПЗ   | Україна | Кулієв Ельдар Шахбазович (Маріуполь)              |
|   | ПЗ   | Україна | Лиховидько Віктор Юрійович (Чорноморець (Одеса))  |
|   | ПЗ   | Україна | Месхі Михайло Мамукович ( Мезйокйовешд)           |
|   | НП   | Україна | Кобак Едвард Федорович (оренда, Шахтар (Донецьк)) |
|   | НП   | Україна | Коваленко Богдан Русланович (вільний агент)       |
|   | НП   | Україна | Селезньов Євген Олександрович (Колос (Ковалівка)) |
|   | НП   | Україна | Вишневський Олег Вікторович (Ужгород)             |

| № | Поз. | Нац.        | Гравець                                           |
| - | ---- | ----------- | ------------------------------------------------- |
|   | ВР   | Україна     | Каніболоцький Антон Олегович                      |
|   | ВР   | Азербайджан | Попович Андрій Володимирович (ЛНЗ)                |
|   | ВР   | Україна     | Таран Ілля Станіславович (вільний агент)          |
|   | ЗХ   | Україна     | Чушенко Владислав Сергійович (оренда, Ужгород)    |
|   | ЗХ   | Україна     | Лопирьонок Максим Іванович (ЛНЗ)                  |
|   | ЗХ   | Україна     | Ковтун Олексій Олександрович (Десна)              |
|   | ЗХ   | Україна     | Маткобожик Олександр Іванович (Карпати (Львів))   |
|   | ЗХ   | Україна     | Саків Тарас Степанович (Колос (Ковалівка))        |
|   | ЗХ   | Україна     | Луців Петро Ростиславович (МФА (Мукачево))        |
|   | ЗХ   | Україна     | Луців Василь Ростиславович (МФА (Мукачево))       |
|   | ЗХ   | ПАР         | Терсіус Малепе ( АмаЗулу (Дурбан))                |
|   | ЗХ   | Замбія      | Шеммі Маємбе                                      |
|   | ПЗ   | Україна     | Бойко Віталій Володимирович (Кремінь)             |
|   | ПЗ   | Україна     | Кожанов Денис Станіславович (Карпати (Львів))     |
|   | ПЗ   | Україна     | Панчишин Орест Євгенович (Кремінь)                |
|   | ПЗ   | Україна     | Пиняшко Василь Ілліч (Ужгород)                    |
|   | ПЗ   | Україна     | Ткачук Андрій Миколайович (Карпати (Львів))       |
|   | ПЗ   | Україна     | Сніжко Олександр Вадимович (ЛНЗ)                  |
|   | НП   | Україна     | Федоров Олексій Олексійович (Гірник-Спорт)        |
|   | НП   | Нігерія     | Угочукву Одуеньї ( Жетису)                        |
|   | НП   | Україна     | Мілевський Артем Володимирович (завершив кар'єру) |
|   | НП   | Азербайджан | Нурієв Анатолій Анатолійович (Колос (Ковалівка))  |

| № | Поз. | Нац.        | Гравець                                           |
| - | ---- | ----------- | ------------------------------------------------- |
|   | ВР   | Україна     | Каніболоцький Антон Олегович                      |
|   | ВР   | Азербайджан | Попович Андрій Володимирович (ЛНЗ)                |
|   | ВР   | Україна     | Таран Ілля Станіславович (вільний агент)          |
|   | ЗХ   | Україна     | Чушенко Владислав Сергійович (оренда, Ужгород)    |
|   | ЗХ   | Україна     | Лопирьонок Максим Іванович (ЛНЗ)                  |
|   | ЗХ   | Україна     | Ковтун Олексій Олександрович (Десна)              |
|   | ЗХ   | Україна     | Маткобожик Олександр Іванович (Карпати (Львів))   |
|   | ЗХ   | Україна     | Саків Тарас Степанович (Колос (Ковалівка))        |
|   | ЗХ   | Україна     | Луців Петро Ростиславович (МФА (Мукачево))        |
|   | ЗХ   | Україна     | Луців Василь Ростиславович (МФА (Мукачево))       |
|   | ЗХ   | ПАР         | Терсіус Малепе ( АмаЗулу (Дурбан))                |
|   | ЗХ   | Замбія      | Шеммі Маємбе                                      |
|   | ПЗ   | Україна     | Бойко Віталій Володимирович (Кремінь)             |
|   | ПЗ   | Україна     | Кожанов Денис Станіславович (Карпати (Львів))     |
|   | ПЗ   | Україна     | Панчишин Орест Євгенович (Кремінь)                |
|   | ПЗ   | Україна     | Пиняшко Василь Ілліч (Ужгород)                    |
|   | ПЗ   | Україна     | Ткачук Андрій Миколайович (Карпати (Львів))       |
|   | ПЗ   | Україна     | Сніжко Олександр Вадимович (ЛНЗ)                  |
|   | НП   | Україна     | Федоров Олексій Олексійович (Гірник-Спорт)        |
|   | НП   | Нігерія     | Угочукву Одуеньї ( Жетису)                        |
|   | НП   | Україна     | Мілевський Артем Володимирович (завершив кар'єру) |
|   | НП   | Азербайджан | Нурієв Анатолій Анатолійович (Колос (Ковалівка))  |

### «Олександрія»
| № | Поз. | Нац.      | Гравець                                                   |
| - | ---- | --------- | --------------------------------------------------------- |
|   | ЗХ   | Малі      | Бурама Фомба ( Кіндія (Тирговіште))                       |
|   | ЗХ   | Україна   | Кирюханцев Ігор Олегович (оренда, Шахтар (Донецьк))       |
|   | ЗХ   | Україна   | Семенов Дмитро Костянтинович (повернення оренди, Кремінь) |
|   | ЗХ   | Україна   | Цуріков Андрій Володимирович (оренда, Металіст (Харків))  |
|   | ПЗ   | Україна   | Демченко Олександр Вікторович (Кремінь)                   |
|   | ПЗ   | Україна   | Serhiy Hryn (Зоря (Луганськ))                             |
|   | ПЗ   | Україна   | Копина Юрій Ярославович (Рух (Львів))                     |
|   | ПЗ   | Україна   | Рибалка Сергій Олександрович ( Сівасспор)                 |
|   | НП   | Україна   | Андрейчук Андрій Васильович (Прикарпаття)                 |
|   | НП   | Україна   | Кожушко Олег Олександрович ( Пюнік)                       |
|   | НП   | Україна   | Одарюк Володимир Сергійович (Миколаїв)                    |
|   | НП   | Аргентина | Клаудіо Спінеллі (оренда, Дженоа)                         |

| № | Поз. | Нац.      | Гравець                                                   |
| - | ---- | --------- | --------------------------------------------------------- |
|   | ЗХ   | Малі      | Бурама Фомба ( Кіндія (Тирговіште))                       |
|   | ЗХ   | Україна   | Кирюханцев Ігор Олегович (оренда, Шахтар (Донецьк))       |
|   | ЗХ   | Україна   | Семенов Дмитро Костянтинович (повернення оренди, Кремінь) |
|   | ЗХ   | Україна   | Цуріков Андрій Володимирович (оренда, Металіст (Харків))  |
|   | ПЗ   | Україна   | Демченко Олександр Вікторович (Кремінь)                   |
|   | ПЗ   | Україна   | Serhiy Hryn (Зоря (Луганськ))                             |
|   | ПЗ   | Україна   | Копина Юрій Ярославович (Рух (Львів))                     |
|   | ПЗ   | Україна   | Рибалка Сергій Олександрович ( Сівасспор)                 |
|   | НП   | Україна   | Андрейчук Андрій Васильович (Прикарпаття)                 |
|   | НП   | Україна   | Кожушко Олег Олександрович ( Пюнік)                       |
|   | НП   | Україна   | Одарюк Володимир Сергійович (Миколаїв)                    |
|   | НП   | Аргентина | Клаудіо Спінеллі (оренда, Дженоа)                         |

| № | Поз. | Нац.        | Гравець                                                             |
| - | ---- | ----------- | ------------------------------------------------------------------- |
|   | ВР   | Україна     | Борисенко В'ячеслав Вадимович (Енергія (Нова Каховка))              |
|   | ВР   | Україна     | Паньків Юрій Михайлович (Рух (Львів))                               |
|   | ЗХ   | Азербайджан | Пашаєв Павло Вагіфович (ВПК-Агро)                                   |
|   | ЗХ   | Україна     | Семенов Дмитро Костянтинович (Кривбас)                              |
|   | ЗХ   | Україна     | Вантух Роман Романович (повернення оренди, Динамо (Київ))           |
|   | ЗХ   | Україна     | Бондаренко Валерій Сергійович (повернення оренди, Шахтар (Донецьк)) |
|   | ПЗ   | Україна     | Банада Євген Володимирович (Металіст (Харків))                      |
|   | ПЗ   | Україна     | Глоба Андрій Олександрович (Суми)                                   |
|   | ПЗ   | Україна     | Гречишкін Дмитро Володимирович ( Генчлербірлігі)                    |
|   | ПЗ   | Україна     | Гордієнко Артем Олександрович (Кривбас)                             |
|   | ПЗ   | Україна     | Лучкевич Валерій Ігорович (Дніпро-1)                                |
|   | ПЗ   | Україна     | Мишенко Богдан Олексійович ( Гомель)                                |
|   | ПЗ   | Україна     | Шастал Дмитро Володимирович (Полісся (Житомир))                     |
|   | НП   | Україна     | Сітало Артем Сергійович (Інгулець)                                  |

| № | Поз. | Нац.        | Гравець                                                             |
| - | ---- | ----------- | ------------------------------------------------------------------- |
|   | ВР   | Україна     | Борисенко В'ячеслав Вадимович (Енергія (Нова Каховка))              |
|   | ВР   | Україна     | Паньків Юрій Михайлович (Рух (Львів))                               |
|   | ЗХ   | Азербайджан | Пашаєв Павло Вагіфович (ВПК-Агро)                                   |
|   | ЗХ   | Україна     | Семенов Дмитро Костянтинович (Кривбас)                              |
|   | ЗХ   | Україна     | Вантух Роман Романович (повернення оренди, Динамо (Київ))           |
|   | ЗХ   | Україна     | Бондаренко Валерій Сергійович (повернення оренди, Шахтар (Донецьк)) |
|   | ПЗ   | Україна     | Банада Євген Володимирович (Металіст (Харків))                      |
|   | ПЗ   | Україна     | Глоба Андрій Олександрович (Суми)                                   |
|   | ПЗ   | Україна     | Гречишкін Дмитро Володимирович ( Генчлербірлігі)                    |
|   | ПЗ   | Україна     | Гордієнко Артем Олександрович (Кривбас)                             |
|   | ПЗ   | Україна     | Лучкевич Валерій Ігорович (Дніпро-1)                                |
|   | ПЗ   | Україна     | Мишенко Богдан Олексійович ( Гомель)                                |
|   | ПЗ   | Україна     | Шастал Дмитро Володимирович (Полісся (Житомир))                     |
|   | НП   | Україна     | Сітало Артем Сергійович (Інгулець)                                  |

### «Рух» (Львів)
| № | Поз. | Нац.      | Гравець                                                |
| - | ---- | --------- | ------------------------------------------------------ |
|   | ВР   | Україна   | Паньків Юрій Михайлович (Олександрія)                  |
|   | ЗХ   | Нігерія   | Річмонд Чуквуемека ( Super Star International Academy) |
|   | ЗХ   | Україна   | Дідик Роман Ігорович (Агробізнес (Волочиськ))          |
|   | ЗХ   | Україна   | Костевич Володимир Євгенович (оренда, Динамо (Київ))   |
|   | ПЗ   | Аргентина | Фабрісіо Альваренга (Олімпік (Донецьк))                |
|   | ПЗ   | Україна   | Кузик Орест Тарасович ( Пафос)                         |
|   | ПЗ   | Нігерія   | Майкл Обаміна ( Super Star International Academy)      |
|   | ПЗ   | Нігерія   | Чідозі Одо ( Super Star International Academy)         |
|   | ПЗ   | Україна   | Оріховський Павло Борисович (Колос (Ковалівка))        |
|   | ПЗ   | Бразилія  | Таллес (Олімпік (Донецьк))                             |
|   | НП   | Канада    | Осазе Де Розаріо (вільний агент)                       |

| № | Поз. | Нац.      | Гравець                                                |
| - | ---- | --------- | ------------------------------------------------------ |
|   | ВР   | Україна   | Паньків Юрій Михайлович (Олександрія)                  |
|   | ЗХ   | Нігерія   | Річмонд Чуквуемека ( Super Star International Academy) |
|   | ЗХ   | Україна   | Дідик Роман Ігорович (Агробізнес (Волочиськ))          |
|   | ЗХ   | Україна   | Костевич Володимир Євгенович (оренда, Динамо (Київ))   |
|   | ПЗ   | Аргентина | Фабрісіо Альваренга (Олімпік (Донецьк))                |
|   | ПЗ   | Україна   | Кузик Орест Тарасович ( Пафос)                         |
|   | ПЗ   | Нігерія   | Майкл Обаміна ( Super Star International Academy)      |
|   | ПЗ   | Нігерія   | Чідозі Одо ( Super Star International Academy)         |
|   | ПЗ   | Україна   | Оріховський Павло Борисович (Колос (Ковалівка))        |
|   | ПЗ   | Бразилія  | Таллес (Олімпік (Донецьк))                             |
|   | НП   | Канада    | Осазе Де Розаріо (вільний агент)                       |

| № | Поз. | Нац.       | Гравець                                                        |
| - | ---- | ---------- | -------------------------------------------------------------- |
|   | ВР   | Україна    | Бабічин Віктор Вікторович (оренда, ВПК-Агро)                   |
|   | ВР   | Україна    | Мисак Роман Михайлович (Десна)                                 |
|   | ЗХ   | Словенія   | Ерік Ґліха ( Олімпія (Любляна))                                |
|   | ЗХ   | Україна    | Харжевський Петро Петрович                                     |
|   | ЗХ   | Ісландія   | Рагнар Сігюрдссон ( Фількір)                                   |
|   | ЗХ   | Україна    | Веремієнко Олег Костянтинович (оренда, Поділля (Хмельницький)) |
|   | ЗХ   | Словенія   | Давід Зец (повернення оренди, Бенфіка Б)                       |
|   | ПЗ   | Україна    | Копина Юрій Ярославович (Олександрія)                          |
|   | ПЗ   | Україна    | Лень Олег Віталійович (оренда, Прикарпаття)                    |
|   | ПЗ   | Україна    | Литвиненко Іван Сергійович (оренда, ВПК-Агро)                  |
|   | ПЗ   | Україна    | Рудюк Володимир Миколайович (оренда, Прикарпаття)              |
|   | ПЗ   | Україна    | Русин Ростислав Ігорович (Металіст 1925)                       |
|   | НП   | Узбекистан | Бобір Абдіхоліков ( Енергетик-БДУ)                             |
|   | НП   | Україна    | Кухаревич Микола Ігорович ( Труа)                              |

| № | Поз. | Нац.       | Гравець                                                        |
| - | ---- | ---------- | -------------------------------------------------------------- |
|   | ВР   | Україна    | Бабічин Віктор Вікторович (оренда, ВПК-Агро)                   |
|   | ВР   | Україна    | Мисак Роман Михайлович (Десна)                                 |
|   | ЗХ   | Словенія   | Ерік Ґліха ( Олімпія (Любляна))                                |
|   | ЗХ   | Україна    | Харжевський Петро Петрович                                     |
|   | ЗХ   | Ісландія   | Рагнар Сігюрдссон ( Фількір)                                   |
|   | ЗХ   | Україна    | Веремієнко Олег Костянтинович (оренда, Поділля (Хмельницький)) |
|   | ЗХ   | Словенія   | Давід Зец (повернення оренди, Бенфіка Б)                       |
|   | ПЗ   | Україна    | Копина Юрій Ярославович (Олександрія)                          |
|   | ПЗ   | Україна    | Лень Олег Віталійович (оренда, Прикарпаття)                    |
|   | ПЗ   | Україна    | Литвиненко Іван Сергійович (оренда, ВПК-Агро)                  |
|   | ПЗ   | Україна    | Рудюк Володимир Миколайович (оренда, Прикарпаття)              |
|   | ПЗ   | Україна    | Русин Ростислав Ігорович (Металіст 1925)                       |
|   | НП   | Узбекистан | Бобір Абдіхоліков ( Енергетик-БДУ)                             |
|   | НП   | Україна    | Кухаревич Микола Ігорович ( Труа)                              |

### «Чорноморець»
| № | Поз. | Нац.    | Гравець                                                   |
| - | ---- | ------- | --------------------------------------------------------- |
|   | ВР   | Україна | Кучерук Владислав Вікторович (оренда, Динамо (Київ))      |
|   | ЗХ   | Україна | Біловар Крістіан Русланович (оренда, Динамо (Київ))       |
|   | ЗХ   | Україна | Дубко Валерій Вікторович (оренда, Ворскла)                |
|   | ЗХ   | Україна | Кузик Денис Вікторович (оренда, Динамо (Київ))            |
|   | ЗХ   | Україна | Скорко Даніл Павлович (оренда, Динамо (Київ))             |
|   | ЗХ   | Україна | Вантух Роман Романович (оренда, Динамо (Київ))            |
|   | ПЗ   | Україна | Білошевський Богдан Олегович (оренда, Динамо (Київ))      |
|   | ПЗ   | Гана    | Абдул Кадірі Мохаммед (оренда, Динамо (Київ))             |
|   | ПЗ   | Україна | Михайленко Микола Миколайович (оренда, Динамо (Київ))     |
|   | ПЗ   | Україна | Надольський Ярослав В'ячеславович (оренда, Динамо (Київ)) |
|   | ПЗ   | Україна | Смирний Євгеній Сергійович (оренда, Динамо (Київ))        |
|   | ПЗ   | Україна | Тлумак Юрій Андрійович (оренда, Динамо (Київ))            |
|   | ПЗ   | Грузія  | Цітаішвілі Георгій Климентійович (оренда, Динамо (Київ))  |
|   | НП   | Україна | Ісаєнко Євгеній Юрійович (оренда, Динамо (Київ))          |
|   | НП   | Україна | Ванат Владислав Андрійович (оренда, Динамо (Київ))        |

| № | Поз. | Нац.    | Гравець                                                   |
| - | ---- | ------- | --------------------------------------------------------- |
|   | ВР   | Україна | Кучерук Владислав Вікторович (оренда, Динамо (Київ))      |
|   | ЗХ   | Україна | Біловар Крістіан Русланович (оренда, Динамо (Київ))       |
|   | ЗХ   | Україна | Дубко Валерій Вікторович (оренда, Ворскла)                |
|   | ЗХ   | Україна | Кузик Денис Вікторович (оренда, Динамо (Київ))            |
|   | ЗХ   | Україна | Скорко Даніл Павлович (оренда, Динамо (Київ))             |
|   | ЗХ   | Україна | Вантух Роман Романович (оренда, Динамо (Київ))            |
|   | ПЗ   | Україна | Білошевський Богдан Олегович (оренда, Динамо (Київ))      |
|   | ПЗ   | Гана    | Абдул Кадірі Мохаммед (оренда, Динамо (Київ))             |
|   | ПЗ   | Україна | Михайленко Микола Миколайович (оренда, Динамо (Київ))     |
|   | ПЗ   | Україна | Надольський Ярослав В'ячеславович (оренда, Динамо (Київ)) |
|   | ПЗ   | Україна | Смирний Євгеній Сергійович (оренда, Динамо (Київ))        |
|   | ПЗ   | Україна | Тлумак Юрій Андрійович (оренда, Динамо (Київ))            |
|   | ПЗ   | Грузія  | Цітаішвілі Георгій Климентійович (оренда, Динамо (Київ))  |
|   | НП   | Україна | Ісаєнко Євгеній Юрійович (оренда, Динамо (Київ))          |
|   | НП   | Україна | Ванат Владислав Андрійович (оренда, Динамо (Київ))        |

| № | Поз. | Нац.     | Гравець                                                      |
| - | ---- | -------- | ------------------------------------------------------------ |
|   | ВР   | Україна  | Курілко Богдан Андрійович                                    |
|   | ВР   | Україна  | Підківка Роман Юрійович                                      |
|   | ЗХ   | Словенія | Міха Горопевшек                                              |
|   | ЗХ   | Україна  | Гейко Дмитро Вадимович (оренда, Балкани)                     |
|   | ЗХ   | Україна  | Мельничук Максим Олександрович (повернення оренди, Ворскла)  |
|   | ЗХ   | Україна  | Микицей Станіслав Ігорович                                   |
|   | ЗХ   | Україна  | Поспєлов Дмитро Олексійович (Інгулець)                       |
|   | ЗХ   | Україна  | Зубейко Євген Анатолійович (Вікторія (Миколаївка))           |
|   | ПЗ   | Україна  | Бодня Роман Сергійович (повернення оренди, Динамо (Київ))    |
|   | ПЗ   | Україна  | Клименко Владислав Сергійович (Маріуполь)                    |
|   | ПЗ   | Україна  | Коркішко Дмитро Юрійович ( Актобе)                           |
|   | ПЗ   | Україна  | Ковбаса Артем Петрович (Олімпік (Донецьк))                   |
|   | ПЗ   | Україна  | Козак Артем Романович (Полісся (Житомир))                    |
|   | ПЗ   | Україна  | Лиховидько Віктор Юрійович (Минай)                           |
|   | ПЗ   | Україна  | Валєєв Рінар Салаватович (Перемога)                          |
|   | ПЗ   | Україна  | Ващишин Артур Ярославович (повернення оренди, Динамо (Київ)) |
|   | ПЗ   | Україна  | Якимів Андрій Андрійович (Інгулець)                          |
|   | НП   | Україна  | Яловенко Роман Русланович (Олімпік (Донецьк))                |

| № | Поз. | Нац.     | Гравець                                                      |
| - | ---- | -------- | ------------------------------------------------------------ |
|   | ВР   | Україна  | Курілко Богдан Андрійович                                    |
|   | ВР   | Україна  | Підківка Роман Юрійович                                      |
|   | ЗХ   | Словенія | Міха Горопевшек                                              |
|   | ЗХ   | Україна  | Гейко Дмитро Вадимович (оренда, Балкани)                     |
|   | ЗХ   | Україна  | Мельничук Максим Олександрович (повернення оренди, Ворскла)  |
|   | ЗХ   | Україна  | Микицей Станіслав Ігорович                                   |
|   | ЗХ   | Україна  | Поспєлов Дмитро Олексійович (Інгулець)                       |
|   | ЗХ   | Україна  | Зубейко Євген Анатолійович (Вікторія (Миколаївка))           |
|   | ПЗ   | Україна  | Бодня Роман Сергійович (повернення оренди, Динамо (Київ))    |
|   | ПЗ   | Україна  | Клименко Владислав Сергійович (Маріуполь)                    |
|   | ПЗ   | Україна  | Коркішко Дмитро Юрійович ( Актобе)                           |
|   | ПЗ   | Україна  | Ковбаса Артем Петрович (Олімпік (Донецьк))                   |
|   | ПЗ   | Україна  | Козак Артем Романович (Полісся (Житомир))                    |
|   | ПЗ   | Україна  | Лиховидько Віктор Юрійович (Минай)                           |
|   | ПЗ   | Україна  | Валєєв Рінар Салаватович (Перемога)                          |
|   | ПЗ   | Україна  | Ващишин Артур Ярославович (повернення оренди, Динамо (Київ)) |
|   | ПЗ   | Україна  | Якимів Андрій Андрійович (Інгулець)                          |
|   | НП   | Україна  | Яловенко Роман Русланович (Олімпік (Донецьк))                |

### «Шахтар» (Донецьк)
| № | Поз. | Нац.         | Гравець                                                              |
| - | ---- | ------------ | -------------------------------------------------------------------- |
|   | ЗХ   | Україна      | Бондаренко Валерій Сергійович (повернення оренди, Олександрія)       |
|   | ЗХ   | Україна      | Бутко Богдан Євгенович (повернення оренди, ББ Ерзурумспор)           |
|   | ЗХ   | Україна      | Конопля Юхим Дмитрович (повернення оренди, Десна)                    |
|   | ЗХ   | Україна      | Кирюханцев Ігор Олегович (повернення оренди, Маріуполь)              |
|   | ЗХ   | Бразилія     | Марлон Сантос ( Сассуоло)                                            |
|   | ЗХ   | Україна      | Муравський Назарій Володимирович (повернення оренди, Маріуполь)      |
|   | ЗХ   | Україна      | Соболь Едуард Олександрович (повернення оренди, Брюгге)              |
|   | ПЗ   | Україна      | Бондаренко Артем Юрійович (повернення оренди, Маріуполь)             |
|   | ПЗ   | Україна      | Чурко В'ячеслав В'ячеславович (повернення оренди, Колос (Ковалівка)) |
|   | ПЗ   | Україна      | Холод Артем Олегович (повернення оренди, Металіст 1925)              |
|   | ПЗ   | Україна      | Кулаков Андрій Андрійович (повернення оренди, Маріуполь)             |
|   | ПЗ   | Бразилія     | Педріньйо ( Бенфіка)                                                 |
|   | ПЗ   | Україна      | Піхальонок Олександр Олександрович (повернення оренди, Дніпро-1)     |
|   | ПЗ   | Україна      | Танковський В'ячеслав Сергійович (повернення оренди, Маріуполь)      |
|   | НП   | Україна      | Сікан Данило Ярославович (повернення оренди, Маріуполь)              |
|   | НП   | Буркіна-Фасо | Лассіна Траоре ( Аякс (Амстердам))                                   |

| № | Поз. | Нац.         | Гравець                                                              |
| - | ---- | ------------ | -------------------------------------------------------------------- |
|   | ЗХ   | Україна      | Бондаренко Валерій Сергійович (повернення оренди, Олександрія)       |
|   | ЗХ   | Україна      | Бутко Богдан Євгенович (повернення оренди, ББ Ерзурумспор)           |
|   | ЗХ   | Україна      | Конопля Юхим Дмитрович (повернення оренди, Десна)                    |
|   | ЗХ   | Україна      | Кирюханцев Ігор Олегович (повернення оренди, Маріуполь)              |
|   | ЗХ   | Бразилія     | Марлон Сантос ( Сассуоло)                                            |
|   | ЗХ   | Україна      | Муравський Назарій Володимирович (повернення оренди, Маріуполь)      |
|   | ЗХ   | Україна      | Соболь Едуард Олександрович (повернення оренди, Брюгге)              |
|   | ПЗ   | Україна      | Бондаренко Артем Юрійович (повернення оренди, Маріуполь)             |
|   | ПЗ   | Україна      | Чурко В'ячеслав В'ячеславович (повернення оренди, Колос (Ковалівка)) |
|   | ПЗ   | Україна      | Холод Артем Олегович (повернення оренди, Металіст 1925)              |
|   | ПЗ   | Україна      | Кулаков Андрій Андрійович (повернення оренди, Маріуполь)             |
|   | ПЗ   | Бразилія     | Педріньйо ( Бенфіка)                                                 |
|   | ПЗ   | Україна      | Піхальонок Олександр Олександрович (повернення оренди, Дніпро-1)     |
|   | ПЗ   | Україна      | Танковський В'ячеслав Сергійович (повернення оренди, Маріуполь)      |
|   | НП   | Україна      | Сікан Данило Ярославович (повернення оренди, Маріуполь)              |
|   | НП   | Буркіна-Фасо | Лассіна Траоре ( Аякс (Амстердам))                                   |

| № | Поз. | Нац.     | Гравець                                              |
| - | ---- | -------- | ---------------------------------------------------- |
|   | ВР   | Україна  | Кемкін Олександр Олегович (Минай)                    |
|   | ВР   | Україна  | Турбаєвський Микита Анатолійович (оренда, Маріуполь) |
|   | ЗХ   | Україна  | Бондаренко Валерій Сергійович (оренда, Ворскла)      |
|   | ЗХ   | Україна  | Бутко Богдан Євгенович                               |
|   | ЗХ   | Україна  | Даніель Егбуджуо (оренда, Вовчанськ)                 |
|   | ЗХ   | Грузія   | Давид Хочолава ( Копенгаген)                         |
|   | ЗХ   | Україна  | Кирюханцев Ігор Олегович (оренда, Олександрія)       |
|   | ЗХ   | Україна  | Павліш Дмитрій Васильович                            |
|   | ЗХ   | Україна  | Соболь Едуард Олександрович ( Брюгге)                |
|   | ЗХ   | Україна  | Удод Данило Олегович (оренда, Маріуполь)             |
|   | ЗХ   | Україна  | Якуба Роман Юрійович ( Валміера)                     |
|   | ПЗ   | Україна  | Болбат Сергій Сергійович (оренда, Десна)             |
|   | ПЗ   | Україна  | Чурко В'ячеслав В'ячеславович (Колос (Ковалівка))    |
|   | ПЗ   | Україна  | Холод Артем Олегович (оренда, Маріуполь)             |
|   | ПЗ   | Україна  | Хромей Михайло Іванович (оренда, Маріуполь)          |
|   | ПЗ   | Україна  | Кобак Едвард Федорович (оренда, Минай)               |
|   | ПЗ   | Україна  | Кобилянський Владислав Олександрович ( Gaziantep)    |
|   | ПЗ   | Україна  | Малишев Максим Васильович                            |
|   | ПЗ   | Україна  | Микитишин Артур Петрович (оренда, Маріуполь)         |
|   | ПЗ   | Україна  | Піхальонок Олександр Олександрович (Дніпро-1)        |
|   | ПЗ   | Україна  | Приходько Клім Геннадійович (оренда, Кривбас)        |
|   | ПЗ   | Україна  | Шостак Денис Вадимович (оренда, Маріуполь)           |
|   | ПЗ   | Україна  | Танковський В'ячеслав Сергійович (Металіст (Харків)) |
|   | НП   | Україна  | Біблик Станіслав Олегович (оренда, Акрон)            |
|   | НП   | Бразилія | Маркіньйос Сіпріано (оренда, Сьйон)                  |
|   | НП   | Україна  | Світюха Денис Олександрович (оренда, Маріуполь)      |
|   | НП   | Україна  | Вакула Владислав Олегович (оренда, Ворскла)          |
|   | НП   | Україна  | В'юнник Богдан Сергійович (оренда, Маріуполь)        |

| № | Поз. | Нац.     | Гравець                                              |
| - | ---- | -------- | ---------------------------------------------------- |
|   | ВР   | Україна  | Кемкін Олександр Олегович (Минай)                    |
|   | ВР   | Україна  | Турбаєвський Микита Анатолійович (оренда, Маріуполь) |
|   | ЗХ   | Україна  | Бондаренко Валерій Сергійович (оренда, Ворскла)      |
|   | ЗХ   | Україна  | Бутко Богдан Євгенович                               |
|   | ЗХ   | Україна  | Даніель Егбуджуо (оренда, Вовчанськ)                 |
|   | ЗХ   | Грузія   | Давид Хочолава ( Копенгаген)                         |
|   | ЗХ   | Україна  | Кирюханцев Ігор Олегович (оренда, Олександрія)       |
|   | ЗХ   | Україна  | Павліш Дмитрій Васильович                            |
|   | ЗХ   | Україна  | Соболь Едуард Олександрович ( Брюгге)                |
|   | ЗХ   | Україна  | Удод Данило Олегович (оренда, Маріуполь)             |
|   | ЗХ   | Україна  | Якуба Роман Юрійович ( Валміера)                     |
|   | ПЗ   | Україна  | Болбат Сергій Сергійович (оренда, Десна)             |
|   | ПЗ   | Україна  | Чурко В'ячеслав В'ячеславович (Колос (Ковалівка))    |
|   | ПЗ   | Україна  | Холод Артем Олегович (оренда, Маріуполь)             |
|   | ПЗ   | Україна  | Хромей Михайло Іванович (оренда, Маріуполь)          |
|   | ПЗ   | Україна  | Кобак Едвард Федорович (оренда, Минай)               |
|   | ПЗ   | Україна  | Кобилянський Владислав Олександрович ( Gaziantep)    |
|   | ПЗ   | Україна  | Малишев Максим Васильович                            |
|   | ПЗ   | Україна  | Микитишин Артур Петрович (оренда, Маріуполь)         |
|   | ПЗ   | Україна  | Піхальонок Олександр Олександрович (Дніпро-1)        |
|   | ПЗ   | Україна  | Приходько Клім Геннадійович (оренда, Кривбас)        |
|   | ПЗ   | Україна  | Шостак Денис Вадимович (оренда, Маріуполь)           |
|   | ПЗ   | Україна  | Танковський В'ячеслав Сергійович (Металіст (Харків)) |
|   | НП   | Україна  | Біблик Станіслав Олегович (оренда, Акрон)            |
|   | НП   | Бразилія | Маркіньйос Сіпріано (оренда, Сьйон)                  |
|   | НП   | Україна  | Світюха Денис Олександрович (оренда, Маріуполь)      |
|   | НП   | Україна  | Вакула Владислав Олегович (оренда, Ворскла)          |
|   | НП   | Україна  | В'юнник Богдан Сергійович (оренда, Маріуполь)        |